# Derby calcistici in Liguria (campionati vari)

Il nella stagione 1978-1979 disputò derby contro e

I derby calcistici in Liguria giocati in campionati vari sono gli altri incontri regionali tra squadre liguri giocati a livello professionistico, diversi da quelli giocati in Serie A o giocati in Serie B.
Vengono suddivisi tra altri derby storici, disputatisi precedentemente almeno dieci volte in massima serie prima del 1929, e altri derby rilevanti, costituiti da stracittadine oppure da partite disputatesi almeno venti volte a livello professionistico.

## Altri derby storici
Diverse sfide regionali si sono giocate sia in massima serie prima del 1929 e sia successivamente a livello professionistico.
Viene dettagliata l'unica di queste sfide ad essersi tenuta almeno dieci volte nel massimo livello nazionale ante 1929.

### Andrea Doria-Savona
Andrea Doria e Savona disputarono derby provinciali in massima serie per quattro stagioni a partire dal 1913 fino al 1923, inclusa la Prima Categoria 1920-1921 in cui le squadre si affrontarono a Savona a due giornate dalla fine quando erano prima e seconda in classifica: il pareggio qualificò l'Andrea Doria ai gironi di semifinale mentre il Savona mancò questo obiettivo venendo battuto nell'ultima partita dal Genoa in un altro scontro diretto. Negli anni 1930, a provincia di Savona di istituita, si affrontarono per tre stagioni in Prima Divisione, come nella stagione 1933-1934 quando conclusero il proprio girone ai primi due posti qualificandosi entrambe per i fallimentari gironi finali con in palio la Serie B. Lo stesso decennio si concluse con dieci scontri diretti in Serie C, incluso quello alla penultima giornata della Serie C 1936-1937 in cui la vittoria casalinga del Savona contribuì a condannare l'Andrea Doria allo spareggio retrocessione con la Corniglianese. Gli ultimi di questi incontri furono in Serie C 1939-1940, al termine della quale il Savona fu promosso in Serie B e l'Andrea Doria retrocessa in Prima Divisione. Le due squadre non si incontrarono più e nel 1946 l'Andrea Doria si unì con la Sampierdarenese dando vita alla Sampdoria.
|                                             | Gare | Vittorie Andrea Doria | Pareggi | Vittorie Savona | Gol Andrea Doria | Gol Savona |
| Serie C                                     | 10   | 2                     | 1       | 7               | 8                | 17         |
| Prima Categoria/Prima Divisione (1913-1923) | 10   | 6                     | 3       | 1               | 20               | 3          |
| Prima Divisione (1931-1934)                 | 6    | 2                     | 1       | 3               | 6                | 7          |
| Totale campionato                           | 26   | 10                    | 5       | 11              | 34               | 27         |
| Coppa Federale                              | 2    | 1                     | 1       | 0               | 5                | 1          |
| Totale gare ufficiali                       | 28   | 11                    | 6       | 11              | 39               | 28         |

#### Lista dei risultati
| Stagione  | Competizione    | Incontro              | A / R | A / R |
| --------- | --------------- | --------------------- | ----- | ----- |
| 1913-1914 | Prima Categoria | Savonese-Andrea Doria | 0-0   | 0-2   |
| 1914-1915 | Prima Categoria | Andrea Doria-Savona   | 1-2   | 1-0   |
| 1915-1916 | Coppa Federale  | Savona-Andrea Doria   | 0-0   | 1-5   |
| 1916-1917 | Coppa Liguria   | Andrea Doria-Savona   | [ 1 ] | [ 1 ] |
| 1919-1920 | Prima Categoria | Andrea Doria-Savona   | 3-1   | 0-0   |

| Stagione  | Competizione    | Incontro            | A / R | A / R |
| --------- | --------------- | ------------------- | ----- | ----- |
| 1920-1921 | Prima Categoria | Andrea Doria-Savona | 2-0   | 0-0   |
| 1922-1923 | Prima Divisione | Savona-Andrea Doria | 0-5   | 0-6   |
| 1931-1932 | Prima Divisione | Andrea Doria-Savona | 1-2   | 0-2   |
| 1932-1933 | Prima Divisione | Savona-Andrea Doria | 0-3   | 1-2   |
| 1933-1934 | Prima Divisione | Andrea Doria-Savona | 0-0   | 0-2   |

| Stagione  | Competizione | Incontro            | A / R | A / R |
| --------- | ------------ | ------------------- | ----- | ----- |
| 1935-1936 | Serie C      | Andrea Doria-Savona | 4-1   | 1-1   |
| 1936-1937 | Serie C      | Andrea Doria-Savona | 1-0   | 0-1   |
| 1937-1938 | Serie C      | Andrea Doria-Savona | 0-2   | 0-1   |
| 1938-1939 | Serie C      | Andrea Doria-Savona | 0-1   | 0-6   |
| 1939-1940 | Serie C      | Savona-Andrea Doria | 2-1   | 2-1   |

## Altri derby rilevanti
Numerose squadre liguri hanno militato nei campionati di terzo e quarto livello professionistico, raggiungendo l'apice di partecipazioni negli anni 1930 e 1940. In tempi relativamente più recenti ben cinque squadre (Entella, Genoa, Imperia, Savona e Spezia) ebbero l'opportunità di competere assieme nel Girone B della Serie C 1970-1971, ribattezzato dagli appassionati regionali "Campionatissimo". Occorre evidenziare che non sempre le squadre liguri iscritte al medesimo campionato vennero poste nello stesso girone (avendo quindi la possibilità di disputare scontri diretti): le squadre Spezzine e talvolta quelle del Levante sono state più volte aggregate a compagini dell'Italia centrale; similarmente quelle dell'estremo Ponente sono state talvolta aggregate a compagini dell'Italia nord-occidentale. Diverse squadre della città di Genova hanno preso parte ai campionati di terzo e quarto livello professionistico, la maggior parte di queste nata nei primi decenni del Novecento in rappresentanza di comuni autonomi che vennero aggregati nel 1926; in Serie C 1947-1948 venne disputato invece il derby di Savona.
Vengono dettagliate le stracittadine disputate al terzo e/o quarto livello professionistico e altre sfide tenutesi almeno venti volte ai medesimi livelli, elencate secondo il numero decrescente di gare disputate in Serie C (o equivalenti) e, in subordine, ai livelli inferiori.

### Entella-Savona
Il derby Entella-Savona si disputò per la prima volta in Prima Divisione 1933-1934 e fu da subito una partita accesa: già nella stagione successiva, quando le squadre si incontrarono a Savona nella penultima giornata ed erano entrambe ormai sicure dell'ammissione alla nascente Serie C, vi fu uno strascico di incidenti. Gli incontri si susseguirono in terza serie per tutto il decennio, fino alla promozione del Savona in Serie B, al termine della stagione 1939-1940. Dopo più di quindici anni senza sfide, le due compagini si ritrovarono nel Campionato Interregionale 1957-1958 vinto dall'Entella ma senza promozione, e nel successivo conquistato invece dal Savona assieme all'accesso in Serie C. Le partite furono piuttosto accese: nel derby disputatosi a Savona nel 1958 furono concessi tre rigori e comminate quattro espulsioni, scoppiarono risse sia in campo sia sugli spalti gremiti provocando l'intervento delle forze dell'ordine ed a fine partita, mentre alcuni tifosi dell'Entella fuggivano in taxi fino a Genova, il pullman dei giocatori chiavaresi venne inseguito e raggiunto grazie ad un passaggio a livello appositamente abbassato.
A partire dalla stagione 1960-1961 le squadre ripresero ad incontrarsi in Serie C con regolarità. Nella Serie C 1965-1966 il Savona vinse il campionato raggiungendo la Serie B: quando si recò a Chiavari a quattro giornate dalla fine per la vittoriosa trasferta fu seguito da numerosi tifosi per i quali era stato allestito un treno speciale, su cui viaggiò al ritorno anche il capitano della squadra Valentino Persenda. Le sfide in Serie C terminarono nel 1971 e si trasferirono in Serie D tra il 1974 e il 1978, anno in cui il Savona conquistò un posto nella nascente Serie C2. Gli incontri successivi furono proprio in Serie C2, nella stagione 1985-1986 in cui alla retrocessione del Savona contribuì anche la sconfitta a Chiavari a cinque giornate dalla fine.
Negli anni 1990 le sfide tra Entella e Savona conobbero il loro punto più basso: le squadre si sfidarono nuovamente nel Campionato Nazionale Dilettanti 1997-1998, retrocedendo assieme in Eccellenza regionale. In quella che pareva una scontata corsa a due per la promozione si inserì la Fezzanese, che dopo la vittoria dell'Entella sul Savona nel derby di ritorno divenne l'unica antagonista dei Chiavaresi, capaci comunque di vincere il campionato. Il testa a testa tra le due compagini si tenne invece nella stagione 2009-2010, la seconda consecutiva di incontri in Serie D: l'Entella vinse entrambi gli scontri diretti, incluso quello di Chiavari selezionato per essere trasmesso in diretta nazionale da Rai Sport, ma il Savona disputò un migliore girone di ritorno conquistando la promozione in Lega Pro Seconda Divisione. La stessa estate l'Entella venne ripescata e si disputarono per due stagioni derby anche a quel livello, con le squadre che si ritrovarono ancora in Lega Pro Prima Divisione 2013-2014. La partita disputata Savona nel 2014 a due giornate dalla fine del campionato si tenne in un clima di tensione alimentato anche dalle dichiarazioni dell'allenatore savonese che aveva in stagione criticato la mancata vittoria di campionati da parte dell'Entella in anni recenti e definito l'incontro "la madre di tutte le partite". Sul campo si registrarono quattro goal, un palo e due espulsioni ed il pareggio finale (raggiunto dagli ospiti al 91' minuto di gioco) si rivelò fondamentale per la promozione in Serie B dell'Entella.
|                                                                   | Gare | Vittorie Entella | Pareggi | Vittorie Savona | Gol Entella | Gol Savona |
| Serie C/Lega Pro Prima Divisione                                  | 24   | 6                | 6       | 12              | 20          | 38         |
| Serie C2/Lega Pro Seconda Divisione                               | 6    | 2                | 3       | 1               | 9           | 8          |
| Campionato Interregionale/Serie D/Campionato Nazionale Dilettanti | 18   | 7                | 7       | 4               | 14          | 10         |
| Eccellenza                                                        | 2    | 1                | 1       | 0               | 2           | 0          |
| Prima Divisione (1933-1935)                                       | 4    | 2                | 0       | 2               | 8           | 9          |
| Totale campionato                                                 | 54   | 18               | 17      | 19              | 53          | 65         |
| Coppa Italia                                                      | 1    | 1                | 0       | 0               | 2           | 1          |
| Coppa Italia Lega Pro                                             | 2    | 0                | 0       | 2               | 0           | 3          |
| Coppa Italia Dilettanti                                           | 2    | 1                | 0       | 1               | 3           | 3          |
| Totale Coppa Italia                                               | 5    | 2                | 0       | 3               | 5           | 7          |
| Totale gare ufficiali                                             | 59   | 20               | 17      | 22              | 58          | 72         |

#### Lista dei risultati
| Stagione  | Competizione              | Incontro       | A / R | A / R |
| --------- | ------------------------- | -------------- | ----- | ----- |
| 1933-1934 | Prima Divisione           | Savona-Entella | 5-3   | 2-3   |
| 1934-1935 | Prima Divisione           | Entella-Savona | 2-1   | 0-1   |
| 1935-1936 | Serie C                   | Entella-Savona | 1-0   | 1-1   |
| 1935-1936 | Coppa Italia              | Savona-Entella | 1-2   | 1-2   |
| 1936-1937 | Serie C                   | Entella-Savona | 3-1   | 1-3   |
| 1937-1938 | Serie C                   | Entella-Savona | 1-2   | 2-4   |
| 1938-1939 | Serie C                   | Savona-Entella | 1-0   | 1-0   |
| 1939-1940 | Serie C                   | Entella-Savona | 0-2   | 0-4   |
| 1957-1958 | Campionato Interregionale | Entella-Savona | 3-1   | 1-0   |
| 1958-1959 | Campionato Interregionale | Savona-Entella | 1-1   | 0-0   |
| 1960-1961 | Serie C                   | Savona-Entella | 2-2   | 1-1   |

| Stagione  | Competizione | Incontro               | A / R | A / R |
| --------- | ------------ | ---------------------- | ----- | ----- |
| 1964-1965 | Serie C      | Savona-Entella         | 0-2   | 2-0   |
| 1965-1966 | Serie C      | Savona-Entella         | 0-0   | 4-0   |
| 1967-1968 | Serie C      | Entella-Savona         | 0-2   | 0-3   |
| 1969-1970 | Serie C      | Savona-Entella         | 3-1   | 0-1   |
| 1970-1971 | Serie C      | Savona-Entella         | 0-0   | 0-1   |
| 1974-1975 | Serie D      | Entella-Savona         | 1-0   | 0-0   |
| 1975-1976 | Serie D      | Savona-Entella         | 1-0   | 1-0   |
| 1976-1977 | Serie D      | Savona-Entella         | 1-0   | 0-1   |
| 1977-1978 | Serie D      | Savona-Entella         | 1-0   | 0-0   |
| 1985-1986 | Serie C2     | Savona-Entella Bacezza | 0-1   | 0-1   |

| Stagione  | Competizione                    | Incontro       | A / R | A / R |
| --------- | ------------------------------- | -------------- | ----- | ----- |
| 1997-1998 | Campionato Nazionale Dilettanti | Entella-Savona | 2-1   | 1-1   |
| 1997-1998 | Coppa Italia Dilettanti         | Entella-Savona | 2-1   | 1-2   |
| 1998-1999 | Eccellenza                      | Savona-Entella | 0-0   | 0-2   |
| 2008-2009 | Serie D                         | Savona-Entella | 0-0   | 1-1   |
| 2009-2010 | Serie D                         | Entella-Savona | 2-1   | 1-0   |
| 2010-2011 | Lega Pro Seconda Divisione      | Entella-Savona | 2-2   | 2-3   |
| 2010-2011 | Coppa Italia Lega Pro           | Savona-Entella | 2-0   | 2-0   |
| 2011-2012 | Lega Pro Seconda Divisione      | Savona-Entella | 1-1   | 2-2   |
| 2012-2013 | Coppa Italia Lega Pro           | Entella-Savona | 0-1   | 0-1   |
| 2013-2014 | Lega Pro Prima Divisione        | Entella-Savona | 1-0   | 2-2   |

### Sanremese-Savona
Sanremese e Savona si incontrarono per la prima volta in Prima Divisione 1934-1935, concludendo il campionato ai primi due posti e ottenendo entrambe l'ammissione alla nascente Serie C. La stagione successiva per la Sanremese la vittoria nel derby in casa alla penultima giornata fu fondamentale per raggiungere lo Spezia al primo posto, ma non sufficiente ad ottenere la promozione in Serie B, cosa che avvenne al termine della stagione 1936-1937, l'ultima ad aver fatto registrare incontri con il Savona prima della Seconda guerra mondiale.
Seguirono altri due periodi di derby disputati in Serie C: tra il 1947 e il 1952 e successivamente tra il 1959 e il 1963. Ancora insieme in Serie D nel decennio successivo, nella stagione 1977-1978 le due squadre conquistarono entrambe l'accesso alla neonata Serie C2: il Savona giungendo secondo, la Sanremese terminando il campionato quinta ma venendo successivamente ammessa. Nella Serie C2 1979-1980 il derby di ritorno disputato a Savona fu vinto dai padroni di casa grazie a una tripletta di Pierino Prati, ma dopo quella partita la Sanremese ottenne sei vittorie e due pareggi nelle otto giornate rimanenti e terminò il campionato al primo posto, con promozione in Serie C1.
Il Campionato Nazionale Dilettanti fu la cornice dei Derby tra il 1992 e il 1998, con la Sanremese che vincendo a Savona nell'ultimo di questi incontri consolidò il proprio primato in classifica: la conferma matematica della promozione arrivò tre giornate dopo. Nella Serie D 2001-2002 Savona-Sanremese si disputò alla prima giornata e la squadra di casa che poi conquistò quel campionato vinse il derby davanti a tremila spettatori con una rimonta nei minuti di recupero. Nella Lega Pro Seconda Divisione 2010-2011 il derby si disputò nuovamente tra i professionisti, mentre dal 2016 al 2020 fu appuntamento ricorrente in Serie D, con buone presenze di pubblico a testimoniare l'accesa rivalità, che fu anche oggetto di attenzione da parte della Prefettura di Imperia.
|                                                  | Gare | Vittorie Sanremese | Pareggi | Vittorie Savona | Gol Sanremese | Gol Savona |
| Serie C                                          | 22   | 8                  | 8       | 6               | 32            | 28         |
| Serie C2/Lega Pro Seconda Divisione              | 4    | 1                  | 1       | 2               | 5             | 8          |
| Serie D/Campionato Nazionale Dilettanti          | 28   | 7                  | 6       | 15              | 26            | 35         |
| Prima Divisione (1934-1935)                      | 2    | 1                  | 1       | 0               | 5             | 2          |
| Totale campionato                                | 56   | 17                 | 16      | 23              | 68            | 73         |
| Coppa Italia                                     | 2    | 1                  | 1       | 0               | 3             | 1          |
| Coppa Italia Semiprofessionisti/Serie C/Lega Pro | 15   | 5                  | 8       | 2               | 17            | 14         |
| Coppa Italia Serie D                             | 8    | 4                  | 2       | 2               | 15            | 11         |
| Coppa Italia Dilettanti                          | 2    | 0                  | 1       | 1               | 1             | 2          |
| Totale Coppa Italia                              | 27   | 10                 | 12      | 5               | 36            | 28         |
| Totale gare ufficiali                            | 83   | 27                 | 28      | 28              | 104           | 101        |

#### Lista dei risultati
| Stagione  | Competizione    | Incontro         | A / R | A / R |
| --------- | --------------- | ---------------- | ----- | ----- |
| 1934-1935 | Prima Divisione | Savona-Sanremese | 2-2   | 0-3   |
| 1935-1936 | Serie C         | Savona-Sanremese | 2-0   | 1-5   |
| 1936-1937 | Serie C         | Savona-Sanremese | 0-0   | 0-2   |
| 1936-1937 | Coppa Italia    | Savona-Sanremese | 0-0   | 1-3   |
| 1947-1948 | Serie C         | Savona-Sanremese | 3-1   | 2-0   |
| 1948-1949 | Serie C         | Sanremese-Savona | 1-1   | 0-0   |
| 1949-1950 | Serie C         | Savona-Sanremese | 3-1   | 4-3   |
| 1950-1951 | Serie C         | Sanremese-Savona | 4-2   | 1-1   |
| 1951-1952 | Serie C         | Savona-Sanremese | 1-2   | 1-5   |
| 1959-1960 | Serie C         | Savona-Sanremese | 0-0   | 0-1   |
| 1960-1961 | Serie C         | Sanremese-Savona | 2-1   | 1-1   |
| 1961-1962 | Serie C         | Savona-Sanremese | 0-0   | 0-1   |
| 1962-1963 | Serie C         | Savona-Sanremese | 4-1   | 1-1   |
| 1975-1976 | Serie D         | Savona-Sanremese | 2-1   | 2-0   |
| 1976-1977 | Serie D         | Savona-Sanremese | 1-0   | 3-0   |
| 1977-1978 | Serie D         | Sanremese-Savona | 1-1   | 0-0   |

| Stagione  | Competizione                              | Incontro         | A / R | A / R |
| --------- | ----------------------------------------- | ---------------- | ----- | ----- |
| 1978-1979 | Serie C2                                  | Sanremese-Savona | 1-1   | 0-3   |
| 1979-1980 | Coppa Italia Semiprofessionisti           | Sanremese-Savona | 1-0   | 0-1   |
| 1980-1981 | Coppa Italia Semiprofessionisti           | Sanremese-Savona | 1-1   | 0-0   |
| 1981-1982 | Coppa Italia Serie C                      | Savona-Sanremese | 2-2   | 3-1   |
| 1982-1983 | Coppa Italia Serie C                      | Savona-Sanremese | 1-2   | 0-0   |
| 1983-1984 | Coppa Italia Serie C                      | Sanremese-Savona | 2-0   | 1-1   |
| 1984-1985 | Coppa Italia Serie C                      | Savona-Sanremese | 3-3   | 1-1   |
| 1985-1986 | Coppa Italia Serie C                      | Sanremese-Savona | 1-0   | 1-0   |
| 1992-1993 | Campionato Nazionale Dilettanti           | Sanremese-Savona | 0-2   | 0-1   |
| 1992-1993 | Coppa Italia Dilettanti                   | Sanremese-Savona | 1-1   | 1-1   |
| 1993-1994 | Campionato Nazionale Dilettanti           | Savona-Sanremese | 2-0   | 1-2   |
| 1993-1994 | Coppa Italia Dilettanti                   | Sanremese-Savona | 0-1   | 0-1   |
| 1996-1997 | Campionato Nazionale Dilettanti           | Savona-Sanremese | 2-0   | 0-0   |
| 1996-1997 | Campionato Nazionale Dilettanti (Playoff) | Sanremese-Savona | 4-0   | 4-0   |
| 1997-1998 | Campionato Nazionale Dilettanti           | Sanremese-Savona | 2-0   | 1-0   |

| Stagione  | Competizione               | Incontro              | A / R | A / R  |
| --------- | -------------------------- | --------------------- | ----- | ------ |
| 2000-2001 | Serie D                    | Savona-Sanremese      | 2-1   | 1-0    |
| 2000-2001 | Coppa Italia Serie D       | Sanremese-Savona      | 1-1   | 2-4    |
| 2001-2002 | Serie D                    | Savona-Sanremese      | 2-1   | 1-0    |
| 2001-2002 | Coppa Italia Serie D       | Savona-Sanremese      | 1-4   | 2-0    |
| 2007-2008 | Serie D                    | Savona-Sanremese      | 1-1   | 1-0    |
| 2010-2011 | Lega Pro Seconda Divisione | Savona-Sanremese      | 3-2   | 1-2    |
| 2010-2011 | Coppa Italia Lega Pro      | Savona-Sanremese      | 1-1   | 1-1    |
| 2016-2017 | Serie D                    | Savona-Unione Sanremo | 2-2   | 2-1    |
| 2016-2017 | Coppa Italia Serie D       | Savona-Unione Sanremo | 2-5   | 2-5    |
| 2017-2018 | Serie D                    | Unione Sanremo-Savona | 2-1   | 1-2    |
| 2017-2018 | Coppa Italia Serie D       | Savona-Unione Sanremo | 0-1   | 0-1    |
| 2018-2019 | Serie D                    | Savona-Unione Sanremo | 2-2   | 0-2    |
| 2018-2019 | Coppa Italia Serie D       | Unione Sanremo-Savona | 2-1   | 2-1    |
| 2019-2020 | Serie D                    | Savona-Sanremese      | 1-2   | [ 23 ] |
| 2019-2020 | Coppa Italia Serie D       | Sanremese-Savona      | 0-0   | 0-0    |

### Entella-Rapallo
Le due squadre del Tigullio erano entrambe al loro primo campionato in assoluto quando si incontrarono nella Promozione 1920-1921, dando vita a questo derby provinciale. Nella stagione successiva la vittoria nel derby casalingo regalò all'Entella la promozione ai gironi di semifinale. Dal 1923 al 1935 vi furono diverse sfide tra le due squadre al terzo livello del calcio nazionale, e proprio al termine della stagione 1934-1935 l'Entella conquistò per un punto l'ammissione alla nascente Serie C ai danni del Rapallo, pur vittorioso a Chiavari nel derby del girone di ritorno. Successivamente anche il Rapallo raggiunse la Serie C, in cui le due squadre ebbero modo di incontrarsi numerose volte tra il 1938 e il 1948, nonostante una retrocessione a testa (in entrambi i casi le squadre vennero riammesse) e il ritiro dell'Entella dal campionato 1940-1941, con conseguente annullamento del derby di ritorno disputato a Rapallo e vinto dai padroni di casa.
In seguito alla riorganizzazione dei campionati del 1948, Entella e Rapallo si ritrovarono al quarto livello nazionale, in cui si incontrarono più volte fino al 1962. Nella Promozione 1948-1949
l'Entella conquistò all'ultima giornata a Rapallo il punto che le diede la salvezza, mentre la stagione successiva il Rapallo riuscì ad ottenere la promozione in Serie C. Nel Campionato Interregionale 1957-1958 fu l'Entella a trionfare, anche grazie alla vittoria nel derby in casa a due giornate dalla fine, ma la conquista del campionato non portò ad una promozione di categoria. Durante la stagione seguente il derby di ritorno disputato a Chiavari fece registrare quattro espulsi, l'ingresso in campo delle forze dell'ordine e assembramenti e polemiche che si protrassero per giorni. Nella Serie D 1959-1960 l'Entella riuscì a conquistare la promozione in Serie C, mentre nella stagione 1961-1962 fu il Rapallo a raggiungere questo risultato, anche battendo i Chiavaresi in trasferta e relegandoli al secondo posto.
Le sfide tra le due squadre tornarono al loro massimo livello nella Serie C 1965-1966 e nelle due stagioni seguenti, abbandonando definitivamente la terza serie dopo la Serie C 1967-1968. Attraversata una comune fase di declino, Entella e Rapallo disputarono il derby nella Promozione regionale 1979-1980 e successivamente si incontrarono per quattro stagioni nel Campionato Interregionale, tra il 1981 e il 1985. Nella stagione 1982-1983 il pareggio raccolto a Chiavari a quattro giornate dalla fine contribuì alla salvezza del Rapallo, due stagioni più tardi la vittoria dell'Entella in trasferta contro i Rapallesi fu una delle svolte per la promozione in Serie C2. Le saltuarie sfide nei decenni successivi si svolsero unicamente a livello regionale, inclusa l'ultima disputata in un campionato, quando le due compagini si affrontarono nella Promozione regionale 2002-2003, lontane dai fasti dei decenni precedenti. Nonostante l'assenza di partite ufficiali da molti anni, la rivalità tra le due squadre è ancora sentita e nel 2016 fece scalpore la notizia dell'apertura di un club di tifosi dell'Entella a Rapallo.
|                                                               | Gare | Vittorie Entella | Pareggi | Vittorie Rapallo | Gol Entella | Gol Rapallo |
| Serie C                                                       | 19   | 9                | 7       | 3                | 24          | 18          |
| Promozione/IV Serie/Interregionale/Serie D                    | 22   | 5                | 10      | 7                | 22          | 26          |
| Promozione/Eccellenza (I livello reg.)                        | 6    | 3                | 2       | 1                | 7           | 4           |
| Promozione (II livello reg.)                                  | 2    | 2                | 0       | 0                | 5           | 1           |
| Promozione (1920-1922)                                        | 4    | 4                | 0       | 0                | 10          | 2           |
| Terza Divisione/Seconda Divisione/Prima Divisione (1923-1935) | 12   | 3                | 2       | 7                | 13          | 21          |
| Prima Divisione (1945-1946)                                   | 2    | 1                | 1       | 0                | 3           | 1           |
| Totale campionato                                             | 67   | 27               | 22      | 18               | 84          | 73          |
| Coppa Italia Dilettanti                                       | 10   | 2                | 4       | 4                | 9           | 12          |
| Coppa Aldo Fiorini                                            | 2    | 0                | 0       | 2                | 1           | 4           |
| Coppa Ottorino Mattei                                         | 1    | 0                | 0       | 1                | 0           | 1           |
| Totale gare ufficiali                                         | 80   | 29               | 26      | 25               | 94          | 90          |

#### Lista dei risultati
| Stagione  | Competizione       | Incontro         | A / R | A / R  |
| --------- | ------------------ | ---------------- | ----- | ------ |
| 1920-1921 | Promozione         | Rapallo-Entella  | 1-3   | 0-2    |
| 1921-1922 | Promozione         | Rapallo-Entella  | 1-2   | 0-3    |
| 1923-1924 | Terza Divisione    | Entella-Rapallo  | 3-0   | 0-2    |
| 1924-1925 | Terza Divisione    | Rapallo-Entella  | 2-0   | 0-2    |
| 1925-1926 | Terza Divisione    | Entella-Rapallo  | 3-2   | 0-5    |
| 1927-1928 | Seconda Divisione  | Entella-Rapallo  | 3-3   | 1-3    |
| 1933-1934 | Prima Divisione    | Rapallo-Entella  | 1-0   | 1-0    |
| 1934-1935 | Prima Divisione    | Rapallo-Entella  | 1-1   | 1-0    |
| 1938-1939 | Serie C            | Entella-Tigullia | 2-1   | 0-0    |
| 1939-1940 | Serie C            | Tigullia-Entella | 3-1   | 0-1    |
| 1940-1941 | Serie C            | Entella-Rapallo  | 0-0   | [ 36 ] |
| 1941-1942 | Serie C            | Entella-Rapallo  | 4-1   | 0-6    |
| 1942-1943 | Serie C            | Entella-Rapallo  | 1-1   | 2-1    |
| 1942-1943 | Coppa Aldo Fiorini | Rapallo-Entella  | 2-0   | 2-1    |
| 1945-1946 | Prima Divisione    | Rapallo-Entella  | 1-1   | 0-2    |

| Stagione  | Competizione              | Incontro        | A / R | A / R |
| --------- | ------------------------- | --------------- | ----- | ----- |
| 1946-1947 | Serie C                   | Entella-Rapallo | 4-0   | 0-0   |
| 1947-1948 | Serie C                   | Rapallo-Entella | 0-3   | 2-3   |
| 1948-1949 | Promozione                | Rapallo-Entella | 1-0   | 2-2   |
| 1949-1950 | Promozione                | Rapallo-Entella | 2-1   | 2-2   |
| 1956-1957 | IV Serie                  | Rapallo-Entella | 2-2   | 2-3   |
| 1957-1958 | Campionato Interregionale | Rapallo-Entella | 0-0   | 1-2   |
| 1957-1958 | Coppa Ottorino Mattei     | Entella-Rapallo | 0-1   | 0-1   |
| 1958-1959 | Campionato Interregionale | Rapallo-Entella | 0-0   | 1-2   |
| 1959-1960 | Serie D                   | Entella-Rapallo | 1-1   | 0-1   |
| 1961-1962 | Serie D                   | Entella-Rapallo | 0-2   | 1-1   |
| 1965-1966 | Serie C                   | Rapallo-Entella | 0-0   | 0-1   |
| 1966-1967 | Serie C                   | Rapallo-Entella | 2-0   | 0-0   |
| 1967-1968 | Serie C                   | Entella-Rapallo | 2-1   | 0-0   |
| 1979-1980 | Promozione                | Entella-Rapallo | 2-1   | 1-0   |
| 1979-1980 | Coppa Italia Dilettanti   | Entella-Rapallo | 2-0   | 0-2   |

| Stagione  | Competizione              | Incontro                              | A / R | A / R |
| --------- | ------------------------- | ------------------------------------- | ----- | ----- |
| 1981-1982 | Campionato Interregionale | Rapallo San Desiderio-Entella         | 2-0   | 0-0   |
| 1981-1982 | Coppa Italia Dilettanti   | Rapallo San Desiderio-Entella         | 2-0   | 0-0   |
| 1982-1983 | Campionato Interregionale | Rapallo San Desiderio-Entella Bacezza | 1-0   | 1-1   |
| 1982-1983 | Coppa Italia Dilettanti   | Rapallo San Desiderio-Entella Bacezza | 1-1   | 1-2   |
| 1983-1984 | Campionato Interregionale | Rapallo San Desiderio-Entella Bacezza | 2-1   | 1-1   |
| 1984-1985 | Campionato Interregionale | Rapallo San Desiderio-Entella Bacezza | 0-1   | 1-2   |
| 1984-1985 | Coppa Italia Dilettanti   | Entella Bacezza-Rapallo San Desiderio | 0-0   | 0-0   |
| 1989-1990 | Promozione                | Rapallo-Entella Bacezza               | 1-0   | 0-0   |
| 1989-1990 | Coppa Italia Dilettanti   | Entella Bacezza-Rapallo               | 1-2   | 1-2   |
| 1995-1996 | Eccellenza                | Rapallo-Entella                       | 1-1   | 1-3   |
| 1996-1997 | Coppa Italia Dilettanti   | Rapallo-Entella                       | 2-1   | 2-1   |
| 2002-2003 | Promozione                | Valle Sturla Entella-Rapallo          | 3-1   | 2-0   |
| 2005-2006 | Coppa Italia Dilettanti   | Rapallo-Entella                       | 2-2   | 2-2   |

### Imperia-Savona
Imperia e Savona si incontrarono per la prima volta nella Prima Divisione 1930-1931 e per i quattro campionati successivi al medesimo livello, inclusa la stagione 1932-1933, quando la vittoria in casa all'ultima giornata non fu sufficiente al Savona per raggiungere il Derthona in prima posizione. Entrambe le squadre furono ammesse nel 1935 alla nascente Serie C e qui si incontrarono ripetutamente fino alla stagione 1938-1939, in cui la vittoria del Savona a Imperia a due giornate dal termine diede agli ospiti la qualificazione alle Finali promozione. L'Imperia rinunciò alla terza serie per difficoltà economiche e le due compagini si incontrarono nuovamente in Serie C 1947-1948 e successivamente nella meno prestigiosa Promozione regionale tra il 1954 e il 1957.
Le sfide in Serie C tornarono nelle stagioni 1970-1971 e 1971-1972, la seconda conclusasi con la retrocessione dell'Imperia. Dalla Serie D 1974-1975 le due squadre si affrontarono nella quarta serie nazionale, fino alla stagione 1977-1978 in cui il Savona condusse in testa buona parte del campionato, ma l'Imperia lo superò in classifica a due giornate dal termine e vinse il torneo: entrambe le squadre furono ammesse alla neonata Serie C2. I derby tra i professionisti si susseguirono nonostante la retrocessione dell'Imperia nel 1980 e vennero interrotti da una seconda retrocessione patita dalla stessa squadra nel 1985.
Nel Campionato Interregionale 1986-1987 la vittoria in casa del Savona sull'Imperia e cinque giornate dalla fine contribuì alla retrocessione degli ospiti, mentre al termine del Campionato Nazionale Dilettanti 1997-1998 fu il Savona a retrocedere. Nella Serie D 2006-2007 il derby di ritorno si disputò ad Imperia a due giornate dalla fine e la vittoria dei Savonesi sembrò condannare i padroni di casa ai playout, ma tre punti ottenuti nella partita successiva fecero loro ottenere la salvezza diretta. L'ultimo derby disputato in partite ufficiali si tenne nella Serie D 2007-2008 a cinque giornate dalla fine, vinto dal Savona in casa contribuendo alla difficile situazione di classifica dell'Imperia: la squadra avrebbe dovuto disputare i playout a fine stagione, ma non si presentò e venne radiata dalla FIGC. Le tifoserie delle due squadre sono tra loro gemellate.
|                                                                   | Gare | Vittorie Imperia | Pareggi | Vittorie Savona | Gol Imperia | Gol Savona |
| Serie C                                                           | 14   | 4                | 4       | 6               | 11          | 18         |
| Serie C2                                                          | 12   | 2                | 7       | 3               | 5           | 6          |
| Serie D/Campionato Interregionale/Campionato Nazionale Dilettanti | 22   | 4                | 7       | 11              | 18          | 38         |
| Promozione                                                        | 8    | 3                | 2       | 3               | 10          | 7          |
| Prima Divisione (1930-1935)                                       | 10   | 1                | 1       | 8               | 14          | 22         |
| Totale campionato                                                 | 66   | 14               | 21      | 31              | 58          | 91         |
| Coppa Italia                                                      | 1    | 1                | 0       | 0               | 1           | 0          |
| Coppa Italia Semiprofessionisti/Serie C                           | 12   | 6                | 5       | 1               | 17          | 10         |
| Coppa Italia Serie D                                              | 4    | 3                | 0       | 1               | 7           | 3          |
| Totale Coppa Italia                                               | 17   | 10               | 5       | 2               | 25          | 13         |
| Totale gare ufficiali                                             | 83   | 24               | 26      | 33              | 83          | 104        |

#### Lista dei risultati
| Stagione  | Competizione    | Incontro       | A / R | A / R |
| --------- | --------------- | -------------- | ----- | ----- |
| 1930-1931 | Prima Divisione | Imperia-Savona | 1-1   | 2-4   |
| 1931-1932 | Prima Divisione | Imperia-Savona | 0-1   | 0-2   |
| 1932-1933 | Prima Divisione | Imperia-Savona | 2-3   | 2-3   |
| 1933-1934 | Prima Divisione | Imperia-Savona | 1-3   | 0-1   |
| 1934-1935 | Prima Divisione | Savona-Imperia | 3-2   | 1-4   |
| 1935-1936 | Serie C         | Savona-Imperia | 2-2   | 1-2   |
| 1936-1937 | Serie C         | Imperia-Savona | 1-0   | 1-2   |
| 1937-1938 | Serie C         | Savona-Imperia | 1-0   | 0-2   |
| 1938-1939 | Serie C         | Savona-Imperia | 1-0   | 1-0   |
| 1938-1939 | Coppa Italia    | Savona-Imperia | 0-1   | 0-1   |
| 1947-1948 | Serie C         | Imperia-Savona | 1-0   | 0-6   |
| 1953-1954 | Promozione      | Savona-Imperia | 0-2   | 0-3   |
| 1954-1955 | Promozione      | Savona-Imperia | 0-0   | 0-0   |
| 1955-1956 | Promozione      | Imperia-Savona | 0-1   | 4-1   |
| 1956-1957 | Promozione      | Savona-Imperia | 3-0   | 2-1   |

| Stagione  | Competizione                    | Incontro       | A / R | A / R |
| --------- | ------------------------------- | -------------- | ----- | ----- |
| 1970-1971 | Serie C                         | Imperia-Savona | 0-0   | 2-2   |
| 1971-1972 | Serie C                         | Savona-Imperia | 2-0   | 0-0   |
| 1973-1974 | Coppa Italia Semiprofessionisti | Imperia-Savona | 0-0   | 0-0   |
| 1974-1975 | Serie D                         | Imperia-Savona | 1-0   | 0-1   |
| 1975-1976 | Serie D                         | Savona-Imperia | 2-0   | 1-1   |
| 1976-1977 | Serie D                         | Imperia-Savona | 1-1   | 0-2   |
| 1977-1978 | Serie D                         | Imperia-Savona | 1-1   | 0-0   |
| 1978-1979 | Serie C2                        | Imperia-Savona | 1-0   | 1-1   |
| 1979-1980 | Serie C2                        | Savona-Imperia | 1-0   | 0-0   |
| 1979-1980 | Coppa Italia Semiprofessionisti | Imperia-Savona | 3-2   | 1-1   |
| 1981-1982 | Serie C2                        | Savona-Imperia | 0-0   | 0-2   |
| 1981-1982 | Coppa Italia Serie C            | Imperia-Savona | 1-1   | 1-3   |
| 1982-1983 | Serie C2                        | Imperia-Savona | 0-0   | 0-2   |
| 1982-1983 | Coppa Italia Serie C            | Savona-Imperia | 0-2   | 1-2   |

| Stagione  | Competizione                     | Incontro       | A / R | A / R |
| --------- | -------------------------------- | -------------- | ----- | ----- |
| 1983-1984 | Serie C2                         | Imperia-Savona | 0-0   | 0-1   |
| 1983-1984 | Coppa Italia Serie C             | Savona-Imperia | 0-2   | 1-1   |
| 1984-1985 | Serie C2                         | Savona-Imperia | 1-1   | 0-0   |
| 1984-1985 | Coppa Italia Serie C             | Imperia-Savona | 2-0   | 2-1   |
| 1986-1987 | Campionato Interregionale        | Imperia-Savona | 1-1   | 2-4   |
| 1996-1997 | Campionato Nazionale Dilettanti  | Savona-Imperia | 0-0   | 2-2   |
| 1997-1998 | Campionato Nazionale Dilettanti  | Savona-Imperia | 1-2   | 0-3   |
| 2000-2001 | Serie D                          | Savona-Imperia | 4-1   | 2-1   |
| 2001-2002 | Serie D                          | Imperia-Savona | 0-2   | 1-4   |
| 2006-2007 | Serie D 2006-2007 (gironi A-B-C) | Savona-Imperia | 4-0   | 3-0   |
| 2006-2007 | Coppa Italia Serie D             | Savona-Imperia | 1-3   | 1-0   |
| 2007-2008 | Serie D                          | Imperia-Savona | 1-0   | 0-3   |
| 2007-2008 | Coppa Italia Serie D             | Imperia-Savona | 1-0   | 3-1   |

### Pontedecimo-Sestrese
Pontedecimo-Sestrese fu una stracittadina genovese disputatasi al terzo livello del calcio nazionale negli anni 1930, inizialmente in Prima Divisione e successivamente in Serie C. Nel dopoguerra le due squadre si incontrarono nella Serie C 1947-1948, Promozione 1951-1952, Serie D 1979-1980 e Campionato Nazionale Dilettanti 1995-1996, oltre che numerose altre volte al massimo livello regionale. L'ultimo incontro si disputò in Eccellenza regionale nella stagione 2010-2011, prima dell'interruzione delle attività della sezione calcio del Pontedecimo, avvenuta nel 2012. Fu un incontro sentito dalle rispettive tifoserie, con buoni riscontri di pubblico anche quando giocato nelle serie minori.
|                                                             | Gare | Vittorie Pontedecimo | Pareggi | Vittorie Sestrese | Gol Pontedecimo | Gol Sestrese |
| Serie C                                                     | 12   | 3                    | 2       | 7                 | 9               | 15           |
| Promozione/Serie D/Campionato Nazionale Dilettanti          | 6    | 0+                   | 2+      | 2+                | 4+              | 7+           |
| Campionato Dilettanti/Prima Categoria/Promozione/Eccellenza | 34   | 4+                   | 3+      | 8+                | 15+             | 19+          |
| Prima Divisione (1931-1934)                                 | 6    | 1                    | 1       | 4                 | 7               | 14           |
| Totale campionato                                           | 58   | 8+                   | 8+      | 21+               | 35+             | 55+          |
| Coppa Italia                                                | 3    | 1                    | 0       | 2                 | 2               | 4            |
| Coppa Italia Dilettanti                                     | ?    | ?                    | ?       | ?                 | ?               | ?            |
| Totale Coppa Italia                                         | 3+   | 1+                   | 0+      | 2+                | 2+              | 4+           |
| Totale gare ufficiali                                       | 61+  | 9+                   | 8+      | 23+               | 37+             | 59+          |

#### Lista dei risultati
| Stagione  | Competizione    | Incontro                      | A / R | A / R |
| --------- | --------------- | ----------------------------- | ----- | ----- |
| 1931-1932 | Prima Divisione | Pontedecimo-Sestrese          | 2-1   | 0-1   |
| 1932-1933 | Prima Divisione | Sestrese-Pontedecimo          | 4-0   | 1-1   |
| 1933-1934 | Prima Divisione | Sestrese-Pontedecimo          | 3-1   | 4-3   |
| 1935-1936 | Serie C         | Pontedecimo-Sestrese          | 1-1   | 1-1   |
| 1936-1937 | Serie C         | Pontedecimo-Sestrese          | 0-1   | 1-2   |
| 1936-1937 | Coppa Italia    | Sestrese-Pontedecimo          | 2-1   | 2-1   |
| 1937-1938 | Serie C         | Manlio Cavagnaro-Valpolcevera | 2-0   | 0-1   |
| 1938-1939 | Serie C         | Manlio Cavagnaro-Valpolcevera | 4-1   | 1-2   |
| 1938-1939 | Coppa Italia    | Valpolcevera-Manlio Cavagnaro | 1-0   | 1-0   |
| 1939-1940 | Serie C         | Manlio Cavagnaro-Valpolcevera | 3-0   | 0-2   |
| 1940-1941 | Coppa Italia    | Manlio Cavagnaro-Valpolcevera | 2-0   | 2-0   |

| Stagione  | Competizione               | Incontro             | A / R  | A / R  |
| --------- | -------------------------- | -------------------- | ------ | ------ |
| 1947-1948 | Serie C                    | Pontedecimo-Sestrese | 0-1    | 0-2    |
| 1951-1952 | Promozione                 | Sestrese-Pontedecimo | 3-1    | 0-0    |
| 1958-1959 | Campionato Dilettanti      | Sestrese-Pontedecimo | 2-0    | 0-4    |
| 1963-1964 | Prima Categoria            | Sestrese-Pontedecimo | 3-0    | 0-0    |
| 1963-1964 | Prima Categoria (Spareggi) | Pontedecimo-Sestrese | 0-0    | 2-0    |
| 1965-1966 | Prima Categoria            | Sestrese-Pontedecimo | 2-0    | 1-0    |
| 1966-1967 | Prima Categoria            | Sestrese-Pontedecimo | 2-1    | 2-1    |
| 1972-1973 | Promozione                 | Pontedecimo-Sestrese | 0-0    | 1-2    |
| 1979-1980 | Serie D                    | Pontedecimo-Sestrese | [ 39 ] | [ 39 ] |
| 1984-1985 | Promozione                 | Pontedecimo-Sestrese | [ 39 ] | [ 39 ] |
| 1991-1992 | Eccellenza                 | Pontedecimo-Sestrese | [ 39 ] | [ 39 ] |

| Stagione  | Competizione                    | Incontro             | A / R  | A / R  |
| --------- | ------------------------------- | -------------------- | ------ | ------ |
| 1992-1993 | Eccellenza                      | Pontedecimo-Sestrese | [ 39 ] | [ 39 ] |
| 1993-1994 | Eccellenza                      | Pontedecimo-Sestrese | [ 39 ] | [ 39 ] |
| 1995-1996 | Campionato Nazionale Dilettanti | Pontedecimo-Sestrese | 1-1    | 2-3    |
| 1997-1998 | Eccellenza                      | Pontedecimo-Sestrese | [ 39 ] | [ 39 ] |
| 2002-2003 | Eccellenza                      | Pontedecimo-Sestrese | [ 39 ] | [ 39 ] |
| 2003-2004 | Eccellenza                      | Pontedecimo-Sestrese | [ 39 ] | [ 39 ] |
| 2004-2005 | Eccellenza                      | Pontedecimo-Sestrese | [ 39 ] | [ 39 ] |
| 2005-2006 | Eccellenza                      | Pontedecimo-Sestrese | [ 39 ] | [ 39 ] |
| 2006-2007 | Eccellenza                      | Pontedecimo-Sestrese | 1-3    | [ 40 ] |
| 2010-2011 | Eccellenza                      | Pontedecimo-Sestrese | 3-1    | 2-1    |

### Rivarolese-Sestrese
Rivarolese-Sestrese nacque come derby provinciale quando Rivarolo Ligure e Sestri Ponente erano comuni autonomi e fu disputato ai primi due livelli del calcio italiano negli anni 1920. Divenuto stracittadina genovese, si tenne numerose volte in Prima Divisione e Serie C, fino alla stagione 1949-1950. Successivamente la sfida si è giocata in quarta serie, nel massimo livello regionale e, nelle sole stagioni 1973-1974 e 1975-1975, al secondo livello regionale. L'incontro più recente tra le due squadre si è disputato in Eccellenza regionale 2017-2018.
|                                                                              | Gare | Vittorie Rivarolese | Pareggi | Vittorie Sestrese | Gol Rivarolese | Gol Sestrese |
| Serie C                                                                      | 12   | 3+                  | 2+      | 6+                | 12+            | 19+          |
| IV Serie                                                                     | 6    | 0+                  | 3+      | 2+                | 2+             | 4+           |
| Campionato Dilettanti/Prima Categoria/Promozione/Eccellenza (I livello reg.) | 16   | 5+                  | 1+      | 1+                | 12+            | 5+           |
| Prima Categoria (II livello reg.)                                            | 4    | 2                   | 1       | 1                 | 9              | 7            |
| Prima Categoria (1920-1922)                                                  | 4    | 1                   | 1       | 2                 | 2              | 5            |
| Seconda Divisione/Prima Divisione (1923-1929)                                | 8    | 3                   | 1       | 4                 | 13             | 16           |
| Prima Divisione (1929-1934)                                                  | 8    | 1                   | 2       | 5                 | 7              | 11           |
| Promozione (1919-1920)                                                       | 2    | 1                   | 0       | 1                 | 8              | 3            |
| Totale campionato                                                            | 60   | 16+                 | 11+     | 22+               | 65+            | 70+          |
| Coppa Italia                                                                 | 2    | 1                   | 0       | 1                 | 3              | 2            |
| Coppa Italia Dilettanti                                                      | ?    | ?                   | ?       | ?                 | ?              | ?            |
| Totale Coppa Italia                                                          | 2+   | 1+                  | 0+      | 1+                | 3+             | 2+           |
| Totale gare ufficiali                                                        | 62+  | 17+                 | 11+     | 23+               | 68+            | 72+          |

#### Lista dei risultati
| Stagione  | Competizione      | Incontro            | A / R | A / R |
| --------- | ----------------- | ------------------- | ----- | ----- |
| 1919-1920 | Promozione        | Sestrese-Rivarolese | 2-1   | 1-7   |
| 1920-1921 | Prima Categoria   | Rivarolese-Sestrese | 0-2   | 0-2   |
| 1921-1922 | Prima Categoria   | Sestrese-Rivarolese | 1-2   | 0-0   |
| 1921-1922 | Coppa Italia      | Rivarolese-Sestrese | 2-0   | 2-0   |
| 1923-1924 | Seconda Divisione | Rivarolese-Sestrese | 1-3   | 1-0   |
| 1924-1925 | Seconda Divisione | Sestrese-Rivarolese | 2-1   | 0-3   |
| 1925-1926 | Seconda Divisione | Rivarolese-Sestrese | 2-1   | 1-5   |
| 1928-1929 | Prima Divisione   | Sestrese-Rivarolese | 3-2   | 2-2   |
| 1929-1930 | Prima Divisione   | Rivarolese-Sestrese | 1-2   | 2-1   |
| 1930-1931 | Prima Divisione   | Sestrese-Rivarolese | 2-1   | 1-0   |
| 1931-1932 | Prima Divisione   | Rivarolese-Sestrese | 0-1   | 1-2   |

| Stagione  | Competizione    | Incontro                  | A / R | A / R  |
| --------- | --------------- | ------------------------- | ----- | ------ |
| 1933-1934 | Prima Divisione | Rivarolese-Sestrese       | 1-1   | 1-1    |
| 1935-1936 | Serie C         | Rivarolese-Sestrese       | 2-2   | 1-0    |
| 1935-1936 | Coppa Italia    | Sestrese-Rivarolese       | 2-1   | 2-1    |
| 1936-1937 | Serie C         | Rivarolese-Sestrese       | 0-1   | 0-2    |
| 1939-1940 | Serie C         | Rivarolo-Manlio Cavagnaro | 1-0   | 0-7    |
| 1940-1941 | Serie C         | Rivarolo-Manlio Cavagnaro | 1-1   | 1-2    |
| 1947-1948 | Serie C         | Rivarolese-Sestrese       | 4-0   | [ 40 ] |
| 1949-1950 | Serie C         | Sestrese-Rivarolese       | 3-2   | 1-0    |
| 1952-1953 | IV Serie        | Sestrese-Rivarolese       | 0-0   | 1-0    |
| 1953-1954 | IV Serie        | Rivarolese-Sestrese       | 1-2   | 1-1    |
| 1954-1955 | IV Serie        | Sestrese-Rivarolese       | 0-0   | [ 40 ] |

| Stagione  | Competizione          | Incontro            | A / R  | A / R  |
| --------- | --------------------- | ------------------- | ------ | ------ |
| 1958-1959 | Campionato Dilettanti | Rivarolese-Sestrese | 0-0    | [ 40 ] |
| 1963-1964 | Prima Categoria       | Rivarolese-Sestrese | 1-0    | 1-3    |
| 1973-1974 | Prima Categoria       | Rivarolese-Sestrese | 2-1    | 1-1    |
| 1974-1975 | Prima Categoria       | Sestrese-Rivarolese | 4-2    | 1-3    |
| 1981-1982 | Promozione            | Rivarolese-Sestrese | [ 39 ] | [ 39 ] |
| 1983-1984 | Promozione            | Rivarolese-Sestrese | [ 39 ] | [ 39 ] |
| 1988-1989 | Promozione            | Rivarolese-Sestrese | [ 39 ] | [ 39 ] |
| 1989-1990 | Promozione            | Rivarolese-Sestrese | [ 39 ] | [ 39 ] |
| 2016-2017 | Eccellenza            | Rivarolese-Sestrese | 2-1    | 2-0    |
| 2017-2018 | Eccellenza            | Rivarolese-Sestrese | 4-0    | 2-1    |

### Pontedecimo-Rivarolese
Pontedecimo-Rivarolese fu una stracittadina genovese disputatasi al terzo livello del calcio nazionale negli anni 1930, inizialmente in Prima Divisione e successivamente in Serie C. Nel dopoguerra le due squadre si incontrarono nella Serie C 1946-1947 e 1947-1948 e in Promozione 1948-1949 e 1950-1951, oltre che numerose altre volte al massimo livello regionale. La sfida si tenne anche al secondo livello regionale nella sola stagione 1970-1971, mentre l'ultimo incontro si disputò in Promozione regionale nella stagione 1990-1991. Le due compagini non si incontrarono più e nel 2012 la sezione calcio del Pontedecimo interruppe le proprie attività.
|                                                                   | Gare | Vittorie Pontedecimo | Pareggi | Vittorie Rivarolese | Gol Pontedecimo | Gol Rivarolese |
| Serie C                                                           | 10   | 2+                   | 1+      | 3+                  | 7+              | 8+             |
| Promozione                                                        | 4    | ?                    | ?       | ?                   | ?               | ?              |
| Promozione/Campionato Dilettanti/Prima Categoria (I livello reg.) | 26   | ?                    | ?       | ?                   | ?               | ?              |
| Prima Categoria (II livello reg.)                                 | 2    | ?                    | ?       | ?                   | ?               | ?              |
| Prima Divisione (1931-1935)                                       | 6    | 2                    | 1       | 3                   | 7               | 7              |
| Prima Divisione (1945-1946)                                       | 2    | ?                    | ?       | ?                   | ?               | ?              |
| Totale campionato                                                 | 50   | 4+                   | 2+      | 6+                  | 14+             | 15+            |
| Coppa Italia Dilettanti                                           | ?    | ?                    | ?       | ?                   | ?               | ?              |
| Totale gare ufficiali                                             | 50+  | 4+                   | 2+      | 6+                  | 14+             | 15+            |

#### Lista dei risultati
| Stagione  | Competizione    | Incontro               | A / R  | A / R  |
| --------- | --------------- | ---------------------- | ------ | ------ |
| 1931-1932 | Prima Divisione | Pontedecimo-Rivarolese | 0-1    | 1-0    |
| 1933-1934 | Prima Divisione | Pontedecimo-Rivarolese | 1-1    | 2-3    |
| 1934-1935 | Prima Divisione | Rivarolese-Pontedecimo | 2-1    | 0-2    |
| 1935-1936 | Serie C         | Rivarolese-Pontedecimo | 0-1    | 2-0    |
| 1936-1937 | Serie C         | Pontedecimo-Rivarolese | 1-2    | 1-2    |
| 1939-1940 | Serie C         | Valpolcevera-Rivarolo  | 3-1    | 1-1    |
| 1945-1946 | Prima Divisione | Pontedecimo-Rivarolese | [ 39 ] | [ 39 ] |
| 1946-1947 | Serie C         | Pontedecimo-Rivarolese | [ 39 ] | [ 39 ] |
| 1947-1948 | Serie C         | Pontedecimo-Rivarolese | [ 39 ] | [ 39 ] |

| Stagione  | Competizione          | Incontro               | A / R  | A / R  |
| --------- | --------------------- | ---------------------- | ------ | ------ |
| 1948-1949 | Promozione            | Pontedecimo-Rivarolese | [ 39 ] | [ 39 ] |
| 1950-1951 | Promozione            | Pontedecimo-Rivarolese | [ 39 ] | [ 39 ] |
| 1955-1956 | Promozione            | Pontedecimo-Rivarolese | [ 39 ] | [ 39 ] |
| 1956-1957 | Promozione            | Pontedecimo-Rivarolese | [ 39 ] | [ 39 ] |
| 1957-1958 | Campionato Dilettanti | Pontedecimo-Rivarolese | [ 39 ] | [ 39 ] |
| 1958-1959 | Campionato Dilettanti | Pontedecimo-Rivarolese | [ 39 ] | [ 39 ] |
| 1959-1960 | Prima Categoria       | Pontedecimo-Rivarolese | [ 39 ] | [ 39 ] |
| 1960-1961 | Prima Categoria       | Pontedecimo-Rivarolese | [ 39 ] | [ 39 ] |

| Stagione  | Competizione    | Incontro               | A / R  | A / R  |
| --------- | --------------- | ---------------------- | ------ | ------ |
| 1961-1962 | Prima Categoria | Pontedecimo-Rivarolese | [ 39 ] | [ 39 ] |
| 1962-1963 | Prima Categoria | Pontedecimo-Rivarolese | [ 39 ] | [ 39 ] |
| 1963-1964 | Prima Categoria | Pontedecimo-Rivarolese | [ 39 ] | [ 39 ] |
| 1964-1965 | Prima Categoria | Pontedecimo-Rivarolese | [ 39 ] | [ 39 ] |
| 1970-1971 | Prima Categoria | Pontedecimo-Rivarolese | [ 39 ] | [ 39 ] |
| 1975-1976 | Promozione      | Pontedecimo-Rivarolese | [ 39 ] | [ 39 ] |
| 1985-1986 | Promozione      | Pontedecimo-Rivarolese | [ 39 ] | [ 39 ] |
| 1990-1991 | Promozione      | Pontedecimo-Rivarolese | [ 39 ] | [ 39 ] |

### Andrea Doria-Sestrese
Andrea Doria-Sestrese nacque come derby provinciale e fu disputato in massima serie nella stagione 1920-1921. Divenuto stracittadina in seguito all'annessione di Sestri Ponente a Genova, fu giocato negli anni 1930 in Prima Divisione e Serie C: si tenne l'ultima volta nel 1940, prima che l'Andrea Doria terminasse le proprie attività nel 1946.
|                             | Gare | Vittorie Andrea Doria | Pareggi | Vittorie Sestrese | Gol Andrea Doria | Gol Sestrese |
| Serie C                     | 10   | 1                     | 1       | 8                 | 8                | 24           |
| Prima Categoria (1920-1921) | 2    | 1                     | 1       | 0                 | 7                | 2            |
| Prima Divisione (1931-1935) | 6    | 4                     | 1       | 1                 | 11               | 5            |
| Totale campionato           | 18   | 6                     | 3       | 9                 | 26               | 31           |
| Coppa Italia                | 1    | 0                     | 0       | 1                 | 1                | 2            |
| Totale gare ufficiali       | 19   | 6                     | 3       | 10                | 27               | 33           |

#### Lista dei risultati
| Stagione  | Competizione    | Incontro              | A / R | A / R |
| --------- | --------------- | --------------------- | ----- | ----- |
| 1920-1921 | Prima Categoria | Sestrese-Andrea Doria | 1-1   | 1-6   |
| 1931-1932 | Prima Divisione | Sestrese-Andrea Doria | 0-0   | 1-2   |
| 1932-1933 | Prima Divisione | Sestrese-Andrea Doria | 3-2   | 2-4   |
| 1933-1934 | Prima Divisione | Andrea Doria-Sestrese | 2-0   | 1-0   |

| Stagione  | Competizione | Incontro              | A / R | A / R |
| --------- | ------------ | --------------------- | ----- | ----- |
| 1935-1936 | Serie C      | Andrea Doria-Sestrese | 0-1   | 1-1   |
| 1935-1936 | Coppa Italia | Sestrese-Andrea Doria | 2-1   | 2-1   |
| 1936-1937 | Serie C      | Andrea Doria-Sestrese | 0-2   | 0-2   |

| Stagione  | Competizione | Incontro                      | A / R | A / R |
| --------- | ------------ | ----------------------------- | ----- | ----- |
| 1937-1938 | Serie C      | Andrea Doria-Manlio Cavagnaro | 2-0   | 1-2   |
| 1938-1939 | Serie C      | Andrea Doria-Manlio Cavagnaro | 1-4   | 0-2   |
| 1939-1940 | Serie C      | Manlio Cavagnaro-Andrea Doria | 6-2   | 4-1   |

### Andrea Doria-Pontedecimo
Andrea Doria-Pontedecimo fu una stracittadina genovese disputatasi al terzo livello del calcio italiano negli anni 1930: in Prima Divisione dal 1931 e successivamente in Serie C. Si disputò l'ultima volta nel 1940, prima dell'unione tra Andrea Doria e Sampierdarenese che originò la Sampdoria.
|                             | Gare | Vittorie Andrea Doria | Pareggi | Vittorie Pontedecimo | Gol Andrea Doria | Gol Pontedecimo |
| Serie C                     | 10   | 6                     | 2       | 2                    | 13               | 10              |
| Prima Divisione (1931-1935) | 8    | 6                     | 1       | 1                    | 24               | 6               |
| Totale campionato           | 18   | 12                    | 3       | 3                    | 37               | 16              |
| Coppa Italia                | 1    | 0                     | 0       | 1                    | 0                | 2               |
| Totale gare ufficiali       | 19   | 12                    | 3       | 4                    | 37               | 18              |

#### Lista dei risultati
| Stagione  | Competizione    | Incontro                 | A / R | A / R |
| --------- | --------------- | ------------------------ | ----- | ----- |
| 1931-1932 | Prima Divisione | Pontedecimo-Andrea Doria | 2-1   | 0-5   |
| 1932-1933 | Prima Divisione | Pontedecimo-Andrea Doria | 1-3   | 1-3   |
| 1933-1934 | Prima Divisione | Pontedecimo-Andrea Doria | 1-3   | 0-5   |
| 1934-1935 | Prima Divisione | Pontedecimo-Andrea Doria | 1-1   | 0-3   |

| Stagione  | Competizione | Incontro                  | A / R | A / R |
| --------- | ------------ | ------------------------- | ----- | ----- |
| 1935-1936 | Serie C      | Pontedecimo-Andrea Doria  | 0-1   | 2-2   |
| 1936-1937 | Serie C      | Andrea Doria-Pontedecimo  | 2-1   | 1-3   |
| 1937-1938 | Serie C      | Andrea Doria-Valpolcevera | 2-1   | 1-0   |

| Stagione  | Competizione | Incontro                  | A / R | A / R |
| --------- | ------------ | ------------------------- | ----- | ----- |
| 1938-1939 | Serie C      | Andrea Doria-Valpolcevera | 1-0   | 0-1   |
| 1939-1940 | Serie C      | Valpolcevera-Andrea Doria | 1-1   | 1-2   |
| 1939-1940 | Coppa Italia | Valpolcevera-Andrea Doria | 2-0   | 2-0   |

### Corniglianese-Pontedecimo
Corniglianese-Pontedecimo nacque come derby provinciale quando Cornigliano Ligure e Pontedecimo erano comuni autonomi e venne disputato in campionati regionali negli anni 1920. Successivamente divenne una stracittadina genovese e si giocò in Serie C tra gli anni 1930 e 1940 ed in Promozione fino alla stagione 1950-1951. Venne inoltre disputata al secondo livello regionale nella stagione 1970-1971 ed al massimo livello regionale negli anni 2010. L'ultimo incontro si tenne nella stagione 2008-2009, prima che la sezione calcio del Pontedecimo interrompesse le proprie attività.
|                                   | Gare | Vittorie Corniglianese | Pareggi | Vittorie Pontedecimo | Gol Corniglianese | Gol Pontedecimo |
| Serie C                           | 6    | 1+                     | 0+      | 1+                   | 2+                | 2+              |
| Promozione                        | 6    | ?                      | ?       | ?                    | ?                 | ?               |
| Eccellenza (I livello reg.)       | 8    | 0+                     | 2+      | 2+                   | 3+                | 6+              |
| Prima Categoria (II livello reg.) | 2    | ?                      | ?       | ?                    | ?                 | ?               |
| Prima Divisione (1933-1934)       | 2    | 1                      | 0       | 1                    | 1                 | 1               |
| Prima Divisione (1945-1946)       | 2    | ?                      | ?       | ?                    | ?                 | ?               |
| Terza Divisione (1922-1925)       | 6    | 0+                     | 0+      | 1+                   | 0+                | 1+              |
| Totale campionato                 | 32   | 2+                     | 2+      | 5+                   | 6+                | 10+             |
| Coppa Italia Dilettanti           | ?    | ?                      | ?       | ?                    | ?                 | ?               |
| Totale gare ufficiali             | 32+  | 2+                     | 2+      | 5+                   | 6+                | 10+             |

#### Lista dei risultati
| Stagione  | Competizione    | Incontro                  | A / R  | A / R  |
| --------- | --------------- | ------------------------- | ------ | ------ |
| 1922-1923 | Terza Divisione | Corniglianese-Pontedecimo | [ 39 ] | [ 39 ] |
| 1923-1924 | Terza Divisione | Corniglianese-Pontedecimo | [ 40 ] | 0-1    |
| 1924-1925 | Terza Divisione | Corniglianese-Pontedecimo | [ 39 ] | [ 39 ] |
| 1933-1934 | Prima Divisione | Corniglianese-Pontedecimo | 1-0    | 0-1    |
| 1936-1937 | Serie C         | Pontedecimo-Corniglianese | 2-0    | 0-2    |
| 1945-1946 | Prima Divisione | Corniglianese-Pontedecimo | [ 39 ] | [ 39 ] |

| Stagione  | Competizione | Incontro                  | A / R  | A / R  |
| --------- | ------------ | ------------------------- | ------ | ------ |
| 1946-1947 | Serie C      | Corniglianese-Pontedecimo | [ 39 ] | [ 39 ] |
| 1947-1948 | Serie C      | Corniglianese-Pontedecimo | [ 39 ] | [ 39 ] |
| 1948-1949 | Promozione   | Corniglianese-Pontedecimo | [ 39 ] | [ 39 ] |
| 1949-1950 | Promozione   | Corniglianese-Pontedecimo | [ 39 ] | [ 39 ] |
| 1950-1951 | Promozione   | Corniglianese-Pontedecimo | [ 39 ] | [ 39 ] |

| Stagione  | Competizione    | Incontro                  | A / R  | A / R  |
| --------- | --------------- | ------------------------- | ------ | ------ |
| 1970-1971 | Prima Categoria | Corniglianese-Pontedecimo | [ 39 ] | [ 39 ] |
| 2005-2006 | Eccellenza      | Corniglianese-Pontedecimo | [ 39 ] | [ 39 ] |
| 2006-2007 | Eccellenza      | Corniglianese-Pontedecimo | [ 39 ] | [ 39 ] |
| 2007-2008 | Eccellenza      | Corniglianese-Pontedecimo | 1-1    | 1-3    |
| 2008-2009 | Eccellenza      | Corniglianese-Pontedecimo | 1-1    | 0-1    |

### Corniglianese-Rivarolese
Corniglianese-Rivarolese si disputò come derby provinciale al secondo livello del calcio italiano, nella stagione 1925-1926. Divenuta stracittadina, si tenne al secondo e terzo livello del calcio nazionale, per l'ultima volta nella Serie C 1947-1948. Le due squadre si incontrarono in campionati di livello nazionale fino al 1951, successivamente la partita si disputò esclusivamente a livello regionale.
|                                                                      | Gare | Vittorie Corniglianese | Pareggi | Vittorie Rivarolese | Gol Corniglianese | Gol Rivarolese |
| Serie C                                                              | 6    | 0+                     | 1+      | 1+                  | 1+                | 3+             |
| Promozione                                                           | 4    | ?                      | ?       | ?                   | ?                 | ?              |
| Promozione (I livello reg.)                                          | 6    | ?                      | ?       | ?                   | ?                 | ?              |
| Seconda Categoria/Prima Categoria (II livello reg.)                  | 4+   | ?                      | ?       | ?                   | ?                 | ?              |
| Terza Categoria/Seconda Categoria/Prima Categoria (III livello reg.) | ?    | ?                      | ?       | ?                   | ?                 | ?              |
| Terza Categoria/Seconda Categoria (IV livello reg.)                  | ?    | ?                      | ?       | ?                   | ?                 | ?              |
| Terza Categoria (V livello reg.)                                     | ?    | ?                      | ?       | ?                   | ?                 | ?              |
| Seconda Divisione/Prima Divisione (1925-1929)                        | 4    | 4                      | 0       | 0                   | 8                 | 4              |
| Seconda Divisione/Prima Divisione (1926-1934)                        | 6    | 2+                     | 0+      | 0+                  | 5+                | 2+             |
| Seconda Divisione (1932-1933)                                        | 2    | ?                      | ?       | ?                   | ?                 | ?              |
| Prima Divisione (1945-1946)                                          | 2    | ?                      | ?       | ?                   | ?                 | ?              |
| Totale campionato                                                    | 34+  | 6+                     | 1+      | 1+                  | 14+               | 9+             |
| Coppa Italia Dilettanti                                              | ?    | ?                      | ?       | ?                   | ?                 | ?              |
| Totale gare ufficiali                                                | 34+  | 6+                     | 1+      | 1+                  | 14+               | 9+             |

#### Lista dei risultati
| Stagione  | Competizione      | Incontro                 | A / R  | A / R  |
| --------- | ----------------- | ------------------------ | ------ | ------ |
| 1925-1926 | Seconda Divisione | Rivarolese-Corniglianese | 1-2    | 2-3    |
| 1926-1927 | Seconda Divisione | Corniglianese-Rivarolese | [ 39 ] | [ 39 ] |
| 1927-1928 | Seconda Divisione | Corniglianese-Rivarolese | [ 39 ] | [ 39 ] |
| 1928-1929 | Prima Divisione   | Corniglianese-Rivarolese | 2-1    | 1-0    |
| 1932-1933 | Seconda Divisione | Corniglianese-Rivarolese | [ 39 ] | [ 39 ] |
| 1933-1934 | Prima Divisione   | Corniglianese-Rivarolese | 2-1    | 3-1    |

| Stagione  | Competizione    | Incontro                 | A / R  | A / R  |
| --------- | --------------- | ------------------------ | ------ | ------ |
| 1936-1937 | Serie C         | Corniglianese-Rivarolese | 0-2    | 1-1    |
| 1945-1946 | Prima Divisione | Corniglianese-Rivarolese | [ 39 ] | [ 39 ] |
| 1946-1947 | Serie C         | Corniglianese-Rivarolese | [ 39 ] | [ 39 ] |
| 1947-1948 | Serie C         | Corniglianese-Rivarolese | [ 39 ] | [ 39 ] |
| 1948-1949 | Promozione      | Corniglianese-Rivarolese | [ 39 ] | [ 39 ] |
| 1950-1951 | Promozione      | Corniglianese-Rivarolese | [ 39 ] | [ 39 ] |

| Stagione  | Competizione    | Incontro                 | A / R  | A / R  |
| --------- | --------------- | ------------------------ | ------ | ------ |
| 1973-1974 | Prima Categoria | Corniglianese-Rivarolese | [ 39 ] | [ 39 ] |
| 1974-1975 | Prima Categoria | Corniglianese-Rivarolese | [ 39 ] | [ 39 ] |
| 1979-1980 | Promozione      | Corniglianese-Rivarolese | [ 39 ] | [ 39 ] |
| 1981-1982 | Promozione      | Corniglianese-Rivarolese | [ 39 ] | [ 39 ] |
| 1983-1984 | Promozione      | Corniglianese-Rivarolese | [ 39 ] | [ 39 ] |

### Andrea Doria-Rivarolese
Andrea Doria-Rivarolese nacque come derby provinciale e fu disputato in massima serie nella stagione 1920-1921. Divenuto stracittadina in seguito all'annessione di Rivarolo Ligure a Genova, fu giocato negli anni 1930 in Prima Divisione e Serie C: si tenne l'ultima volta nel 1940, prima che l'Andrea Doria terminasse le proprie attività nel 1946.
|                             | Gare | Vittorie Andrea Doria | Pareggi | Vittorie Rivarolese | Gol Andrea Doria | Gol Rivarolese |
| Serie C                     | 6    | 1                     | 2       | 3                   | 6                | 10             |
| Prima Categoria (1920-1921) | 2    | 2                     | 0       | 0                   | 5                | 1              |
| Prima Divisione (1931-1935) | 6    | 3                     | 1       | 2                   | 17               | 14             |
| Totale gare ufficiali       | 14   | 6                     | 3       | 5                   | 28               | 25             |

#### Lista dei risultati
| Stagione  | Competizione    | Incontro                | A / R | A / R |
| --------- | --------------- | ----------------------- | ----- | ----- |
| 1920-1921 | Prima Categoria | Andrea Doria-Rivarolese | 3-1   | 2-0   |
| 1931-1932 | Prima Divisione | Rivarolese-Andrea Doria | 3-3   | 3-2   |
| 1933-1934 | Prima Divisione | Rivarolese-Andrea Doria | 2-3   | 3-6   |

| Stagione  | Competizione    | Incontro                | A / R | A / R |
| --------- | --------------- | ----------------------- | ----- | ----- |
| 1934-1935 | Prima Divisione | Rivarolese-Andrea Doria | 2-1   | 1-2   |
| 1935-1936 | Serie C         | Rivarolese-Andrea Doria | 1-2   | 0-0   |

| Stagione  | Competizione | Incontro                | A / R | A / R |
| --------- | ------------ | ----------------------- | ----- | ----- |
| 1936-1937 | Serie C      | Andrea Doria-Rivarolese | 2-4   | 1-1   |
| 1939-1940 | Serie C      | Andrea Doria-Rivarolo   | 1-2   | 0-2   |

### Bolzanetese-Pontedecimo
Bolzanetese-Pontedecimo nacque come derby provinciale quando Bolzaneto e Pontedecimo erano comuni autonomi e venne disputato in Promozione nella stagione 1920-1921. Successivamente divenne una stracittadina genovese e si giocò in Serie C nelle stagioni 1946-1947 e 1947-1948 ed in Promozione tra il 1948 e il 1952. Venne inoltre disputata numerose volte al massimo livello regionale e nella sola stagione 1970-1971 al secondo livello regionale. L'ultimo incontro si tenne nella stagione 2008-2009, prima che la sezione calcio del Pontedecimo interrompesse le proprie attività.
|                                                                              | Gare | Vittorie Bolzanetese | Pareggi | Vittorie Pontedecimo | Gol Bolzanetese | Gol Pontedecimo |
| Serie C                                                                      | 4    | ?                    | ?       | ?                    | ?               | ?               |
| Promozione                                                                   | 8    | ?                    | ?       | ?                    | ?               | ?               |
| Promozione/Campionato Dilettanti/Prima Categoria/Eccellenza (I livello reg.) | 38   | 0+                   | 2+      | 2+                   | 4+              | 11+             |
| Prima Categoria (II livello reg.)                                            | 2    | ?                    | ?       | ?                    | ?               | ?               |
| Promozione (1920-1921)                                                       | 2    | 1+                   | 0+      | 0+                   | 2+              | 0+              |
| Prima Divisione (1945-1946)                                                  | 2    | ?                    | ?       | ?                    | ?               | ?               |
| Totale campionato                                                            | 56   | 1+                   | 2+      | 2+                   | 6+              | 11+             |
| Coppa Italia Dilettanti                                                      | ?    | ?                    | ?       | ?                    | ?               | ?               |
| Totale gare ufficiali                                                        | 56+  | 1+                   | 2+      | 2+                   | 6+              | 11+             |

#### Lista dei risultati
| Stagione  | Competizione    | Incontro                       | A / R  | A / R  |
| --------- | --------------- | ------------------------------ | ------ | ------ |
| 1920-1921 | Promozione      | Giovani Calciatori-Pontedecimo | 2-0    | [ 40 ] |
| 1945-1946 | Prima Divisione | Bolzanetese-Pontedecimo        | [ 39 ] | [ 39 ] |
| 1946-1947 | Serie C         | Bolzanetese-Pontedecimo        | [ 39 ] | [ 39 ] |
| 1947-1948 | Serie C         | Bolzanetese-Pontedecimo        | [ 39 ] | [ 39 ] |
| 1948-1949 | Promozione      | Bolzanetese-Pontedecimo        | [ 39 ] | [ 39 ] |
| 1949-1950 | Promozione      | Bolzanetese-Pontedecimo        | [ 39 ] | [ 39 ] |
| 1950-1951 | Promozione      | Bolzanetese-Pontedecimo        | [ 39 ] | [ 39 ] |
| 1951-1952 | Promozione      | Bolzanetese-Pontedecimo        | [ 39 ] | [ 39 ] |
| 1952-1953 | Promozione      | Bolzanetese-Pontedecimo        | [ 39 ] | [ 39 ] |
| 1953-1954 | Promozione      | Bolzanetese-Pontedecimo        | [ 39 ] | [ 39 ] |

| Stagione  | Competizione          | Incontro                | A / R  | A / R  |
| --------- | --------------------- | ----------------------- | ------ | ------ |
| 1954-1955 | Promozione            | Bolzanetese-Pontedecimo | [ 39 ] | [ 39 ] |
| 1955-1956 | Promozione            | Bolzanetese-Pontedecimo | [ 39 ] | [ 39 ] |
| 1956-1957 | Promozione            | Bolzanetese-Pontedecimo | [ 39 ] | [ 39 ] |
| 1957-1958 | Campionato Dilettanti | Bolzanetese-Pontedecimo | [ 39 ] | [ 39 ] |
| 1958-1959 | Campionato Dilettanti | Bolzanetese-Pontedecimo | [ 39 ] | [ 39 ] |
| 1959-1960 | Prima Categoria       | Bolzanetese-Pontedecimo | [ 39 ] | [ 39 ] |
| 1960-1961 | Prima Categoria       | Bolzanetese-Pontedecimo | [ 39 ] | [ 39 ] |
| 1961-1962 | Prima Categoria       | Bolzanetese-Pontedecimo | [ 39 ] | [ 39 ] |
| 1962-1963 | Prima Categoria       | Bolzanetese-Pontedecimo | [ 39 ] | [ 39 ] |

| Stagione  | Competizione    | Incontro                | A / R  | A / R  |
| --------- | --------------- | ----------------------- | ------ | ------ |
| 1970-1971 | Prima Categoria | Bolzanetese-Pontedecimo | [ 39 ] | [ 39 ] |
| 1999-2000 | Eccellenza      | Bolzanetese-Pontedecimo | [ 39 ] | [ 39 ] |
| 2000-2001 | Eccellenza      | Bolzanetese-Pontedecimo | [ 39 ] | [ 39 ] |
| 2002-2003 | Eccellenza      | Bolzanetese-Pontedecimo | [ 39 ] | [ 39 ] |
| 2003-2004 | Eccellenza      | Bolzanetese-Pontedecimo | [ 39 ] | [ 39 ] |
| 2004-2005 | Eccellenza      | Bolzanetese-Pontedecimo | [ 39 ] | [ 39 ] |
| 2005-2006 | Eccellenza      | Bolzanetese-Pontedecimo | [ 39 ] | [ 39 ] |
| 2007-2008 | Eccellenza      | Bolzanetese-Pontedecimo | 1-1    | 2-2    |
| 2008-2009 | Eccellenza      | Bolzanetese-Pontedecimo | 0-5    | 1-3    |

### Bolzanetese-Corniglianese
Bolzanetese-Corniglianese è una stracittadina genovese disputatasi in campionati nazionali negli anni 1940 e 1950. Successivamente, l'incontro si è tenuto esclusivamente a livello regionale.
|                                                      | Gare | Vittorie Bolzanetese | Pareggi | Vittorie Corniglianese | Gol Bolzanetese | Gol Corniglianese |
| Serie C                                              | 4    | ?                    | ?       | ?                      | ?               | ?                 |
| Promozione                                           | 6    | ?                    | ?       | ?                      | ?               | ?                 |
| Eccellenza (I livello reg.)                          | 6    | 3+                   | 1+      | 0+                     | 5+              | 1+                |
| Prima Categoria/Promozione (II livello reg.)         | 4+   | ?                    | ?       | ?                      | ?               | ?                 |
| Seconda Categoria/Prima Categoria (III livello reg.) | ?    | ?                    | ?       | ?                      | ?               | ?                 |
| Terza Categoria/Seconda Categoria (IV livello reg.)  | ?    | ?                    | ?       | ?                      | ?               | ?                 |
| Terza Categoria (V livello reg.)                     | ?    | ?                    | ?       | ?                      | ?               | ?                 |
| Prima Divisione (1945-1946)                          | 2    | ?                    | ?       | ?                      | ?               | ?                 |
| Totale campionato                                    | 22+  | 3+                   | 1+      | 0+                     | 5+              | 1+                |
| Coppa Italia Dilettanti                              | ?    | ?                    | ?       | ?                      | ?               | ?                 |
| Totale gare ufficiali                                | 22+  | 3+                   | 1+      | 0+                     | 5+              | 1+                |

#### Lista dei risultati
| Stagione  | Competizione    | Incontro                  | A / R  | A / R  |
| --------- | --------------- | ------------------------- | ------ | ------ |
| 1945-1946 | Prima Divisione | Bolzanetese-Corniglianese | [ 39 ] | [ 39 ] |
| 1946-1947 | Serie C         | Bolzanetese-Corniglianese | [ 39 ] | [ 39 ] |
| 1947-1948 | Serie C         | Bolzanetese-Corniglianese | [ 39 ] | [ 39 ] |
| 1948-1949 | Promozione      | Bolzanetese-Corniglianese | [ 39 ] | [ 39 ] |

| Stagione  | Competizione | Incontro                  | A / R  | A / R  |
| --------- | ------------ | ------------------------- | ------ | ------ |
| 1949-1950 | Promozione   | Bolzanetese-Corniglianese | [ 39 ] | [ 39 ] |
| 1950-1951 | Promozione   | Bolzanetese-Corniglianese | [ 39 ] | [ 39 ] |
| 2001-2002 | Promozione   | Bolzanetese-Corniglianese | [ 39 ] | [ 39 ] |
| 2005-2006 | Eccellenza   | Bolzanetese-Corniglianese | [ 39 ] | [ 39 ] |

| Stagione  | Competizione | Incontro                  | A / R  | A / R  |
| --------- | ------------ | ------------------------- | ------ | ------ |
| 2007-2008 | Eccellenza   | Bolzanetese-Corniglianese | 1-0    | 1-1    |
| 2008-2009 | Eccellenza   | Bolzanetese-Corniglianese | 2-0    | 1-0    |
| 2009-2010 | Promozione   | Bolzanetese-Corniglianese | [ 39 ] | [ 39 ] |

### Bolzanetese-Rivarolese
Bolzanetese-Rivarolese si disputò come derby provinciale in massima serie nella stagione 1921-1922. Divenuta stracittadina, si tenne in campionati nazionali negli anni 1940 e 1950 e successivamente esclusivamente a livello regionale.
|                                                                      | Gare | Vittorie Bolzanetese | Pareggi | Vittorie Rivarolese | Gol Bolzanetese | Gol Rivarolese |
| Serie C                                                              | 4    | ?                    | ?       | ?                   | ?               | ?              |
| Promozione                                                           | 4    | ?                    | ?       | ?                   | ?               | ?              |
| Promozione/Campionato Dilettanti/Prima Categoria (I livello reg.)    | 16   | ?                    | ?       | ?                   | ?               | ?              |
| Seconda Categoria/Prima Categoria/Promozione (II livello reg.)       | 12+  | ?                    | ?       | ?                   | ?               | ?              |
| Terza Categoria/Seconda Categoria/Prima Categoria (III livello reg.) | ?    | ?                    | ?       | ?                   | ?               | ?              |
| Terza Categoria/Seconda Categoria (IV livello reg.)                  | ?    | ?                    | ?       | ?                   | ?               | ?              |
| Terza Categoria (V livello reg.)                                     | ?    | ?                    | ?       | ?                   | ?               | ?              |
| Prima Categoria (1921-1922)                                          | 2    | 0                    | 0       | 2                   | 0               | 3              |
| Prima Divisione (1945-1946)                                          | 2    | ?                    | ?       | ?                   | ?               | ?              |
| Totale campionato                                                    | 40+  | 0+                   | 0+      | 2+                  | 0+              | 3+             |
| Coppa Italia Dilettanti                                              | ?    | ?                    | ?       | ?                   | ?               | ?              |
| Totale gare ufficiali                                                | 40+  | 0+                   | 0+      | 2+                  | 0+              | 3+             |

#### Lista dei risultati
| Stagione  | Competizione    | Incontro                      | A / R  | A / R  |
| --------- | --------------- | ----------------------------- | ------ | ------ |
| 1921-1922 | Prima Categoria | Giovani Calciatori-Rivarolese | 0-2    | 0-1    |
| 1945-1946 | Prima Divisione | Bolzanetese-Rivarolese        | [ 39 ] | [ 39 ] |
| 1946-1947 | Serie C         | Bolzanetese-Rivarolese        | [ 39 ] | [ 39 ] |
| 1947-1948 | Serie C         | Bolzanetese-Rivarolese        | [ 39 ] | [ 39 ] |
| 1948-1949 | Promozione      | Bolzanetese-Rivarolese        | [ 39 ] | [ 39 ] |
| 1950-1951 | Promozione      | Bolzanetese-Rivarolese        | [ 39 ] | [ 39 ] |
| 1955-1956 | Promozione      | Bolzanetese-Rivarolese        | [ 39 ] | [ 39 ] |

| Stagione  | Competizione          | Incontro               | A / R  | A / R  |
| --------- | --------------------- | ---------------------- | ------ | ------ |
| 1956-1957 | Promozione            | Bolzanetese-Rivarolese | [ 39 ] | [ 39 ] |
| 1957-1958 | Campionato Dilettanti | Bolzanetese-Rivarolese | [ 39 ] | [ 39 ] |
| 1958-1959 | Campionato Dilettanti | Bolzanetese-Rivarolese | [ 39 ] | [ 39 ] |
| 1959-1960 | Prima Categoria       | Bolzanetese-Rivarolese | [ 39 ] | [ 39 ] |
| 1960-1961 | Prima Categoria       | Bolzanetese-Rivarolese | [ 39 ] | [ 39 ] |
| 1961-1962 | Prima Categoria       | Bolzanetese-Rivarolese | [ 39 ] | [ 39 ] |
| 1962-1963 | Prima Categoria       | Bolzanetese-Rivarolese | [ 39 ] | [ 39 ] |

| Stagione  | Competizione | Incontro               | A / R  | A / R  |
| --------- | ------------ | ---------------------- | ------ | ------ |
| 1992-1993 | Promozione   | Bolzanetese-Rivarolese | [ 39 ] | [ 39 ] |
| 1993-1994 | Promozione   | Bolzanetese-Rivarolese | [ 39 ] | [ 39 ] |
| 1994-1995 | Promozione   | Bolzanetese-Rivarolese | [ 39 ] | [ 39 ] |
| 1995-1996 | Promozione   | Bolzanetese-Rivarolese | [ 39 ] | [ 39 ] |
| 1996-1997 | Promozione   | Bolzanetese-Rivarolese | [ 39 ] | [ 39 ] |
| 1998-1999 | Promozione   | Bolzanetese-Rivarolese | [ 39 ] | [ 39 ] |

### Corniglianese-Sestrese
Corniglianese-Sestrese si disputò come derby provinciale in Seconda Divisione 1925-1926. Successivamente divenne una stracittadina genovese e si giocò al secondo e terzo livello del calcio italiano, l'ultima volta nella Serie C 1947-1948. Nei decenni seguenti si è disputata esclusivamente a livello regionale e il più recente incontro si tenne nella stagione 2006-2007.
|                                               | Gare | Vittorie Corniglianese | Pareggi | Vittorie Sestrese | Gol Corniglianese | Gol Sestrese |
| Serie C                                       | 4    | 1                      | 1       | 2                 | 4                 | 6            |
| Promozione/Eccellenza (I livello reg.)        | 16   | 1+                     | 1+      | 0+                | 2+                | 1+           |
| Prima Categoria (II livello reg.)             | 6    | 1+                     | 3+      | 1+                | 3+                | 2+           |
| Seconda Divisione/Prima Divisione (1925-1929) | 4    | 1                      | 1       | 2                 | 5                 | 7            |
| Prima Divisione (1933-1935)                   | 4    | 0                      | 1       | 3                 | 3                 | 9            |
| Totale campionato                             | 34   | 4+                     | 7+      | 8+                | 17+               | 25+          |
| Coppa Italia                                  | 1    | 0                      | 0       | 1                 | 0                 | 1            |
| Coppa Italia Dilettanti                       | ?    | ?                      | ?       | ?                 | ?                 | ?            |
| Totale Coppa Italia                           | 1+   | 0+                     | 0+      | 1+                | 0+                | 1+           |
| Totale gare ufficiali                         | 35+  | 4+                     | 7+      | 9+                | 17+               | 26+          |

#### Lista dei risultati
| Stagione  | Competizione      | Incontro               | A / R | A / R |
| --------- | ----------------- | ---------------------- | ----- | ----- |
| 1925-1926 | Seconda Divisione | Corniglianese-Sestrese | 5-0   | 0-0   |
| 1928-1929 | Prima Divisione   | Corniglianese-Sestrese | 0-2   | 0-6   |
| 1933-1934 | Prima Divisione   | Sestrese-Corniglianese | 3-3   | 1-0   |
| 1934-1935 | Prima Divisione   | Corniglianese-Sestrese | 0-1   | 0-4   |
| 1936-1937 | Serie C           | Corniglianese-Sestrese | 0-0   | 1-3   |
| 1936-1937 | Coppa Italia      | Corniglianese-Sestrese | 0-1   | 0-1   |

| Stagione  | Competizione    | Incontro               | A / R  | A / R  |
| --------- | --------------- | ---------------------- | ------ | ------ |
| 1947-1948 | Serie C         | Sestrese-Corniglianese | 1-0    | 2-3    |
| 1973-1974 | Prima Categoria | Corniglianese-Sestrese | 0-0    | 2-0    |
| 1974-1975 | Prima Categoria | Corniglianese-Sestrese | 1-1    | 0-0    |
| 1975-1976 | Prima Categoria | Sestrese-Corniglianese | 1-0    | [ 40 ] |
| 1977-1978 | Promozione      | Sestrese-Corniglianese | 1-2    | 0-0    |
| 1978-1979 | Promozione      | Corniglianese-Sestrese | [ 39 ] | [ 39 ] |

| Stagione  | Competizione | Incontro               | A / R  | A / R  |
| --------- | ------------ | ---------------------- | ------ | ------ |
| 1980-1981 | Promozione   | Corniglianese-Sestrese | [ 39 ] | [ 39 ] |
| 1981-1982 | Promozione   | Corniglianese-Sestrese | [ 39 ] | [ 39 ] |
| 1982-1983 | Promozione   | Corniglianese-Sestrese | [ 39 ] | [ 39 ] |
| 1983-1984 | Promozione   | Corniglianese-Sestrese | [ 39 ] | [ 39 ] |
| 2005-2006 | Eccellenza   | Corniglianese-Sestrese | [ 39 ] | [ 39 ] |
| 2006-2007 | Eccellenza   | Corniglianese-Sestrese | [ 39 ] | [ 39 ] |

### Andrea Doria-Corniglianese
Andrea Doria-Corniglianese è una stracittadina genovese tenutasi negli anni 1930 al terzo livello del calcio italiano. Nel 1937 le due squadre disputarono uno spareggio salvezza: la Corniglianese, vincente, quella stessa estate venne unita ad altre squadre cittadine per formare il Liguria, mentre l'Andrea Doria nonostante la sconfitta fu riammessa in Serie C. La Corniglianese venne rifondata nel 1945 ma non ebbe più modo di affrontare l'Andrea Doria, che terminò le proprie attività l'anno seguente.
|                             | Gare | Vittorie Andrea Doria | Pareggi | Vittorie Corniglianese | Gol Andrea Doria | Gol Corniglianese |
| Serie C                     | 3    | 1                     | 1       | 1                      | 3                | 4                 |
| Prima Divisione (1933-1934) | 2    | 2                     | 0       | 0                      | 6                | 2                 |
| Totale gare ufficiali       | 5    | 3                     | 1       | 1                      | 9                | 6                 |

#### Lista dei risultati
| Stagione  | Competizione    | Incontro                   | A / R | A / R |
| --------- | --------------- | -------------------------- | ----- | ----- |
| 1933-1934 | Prima Divisione | Corniglianese-Andrea Doria | 1-3   | 1-3   |

| Stagione  | Competizione        | Incontro                   | A / R | A / R |
| --------- | ------------------- | -------------------------- | ----- | ----- |
| 1936-1937 | Serie C             | Corniglianese-Andrea Doria | 1-1   | 0-1   |
| 1936-1937 | Serie C (spareggio) | Corniglianese-Andrea Doria | 3-1   | 3-1   |

### Bolzanetese-Sestrese
Bolzanetese-Sestrese si disputò come derby provinciale in massima serie nella stagione 1921-1922. Divenuta stracittadina, si giocò in campionati di livello nazionale negli anni 1940 e 1950 e successivamente esclusivamente a livello regionale. Il più recente incontro si è tenuto nella stagione 2011-2012.
|                                  | Gare | Vittorie Bolzanetese | Pareggi | Vittorie Sestrese | Gol Bolzanetese | Gol Sestrese |
| Serie C                          | 2    | 0                    | 1       | 1                 | 4               | 7            |
| Promozione                       | 2    | 0                    | 1       | 1                 | 0               | 4            |
| Campionato Dilettanti/Eccellenza | 10   | 0+                   | 0+      | 2+                | 1+              | 6+           |
| Prima Categoria/Promozione       | 4    | 1+                   | 0+      | 1+                | 1+              | 4+           |
| Prima Categoria (1921-1922)      | 2    | 1                    | 0       | 1                 | 1               | 5            |
| Totale campionato                | 20   | 2+                   | 2+      | 6+                | 7+              | 26+          |
| Coppa Italia Dilettanti          | ?    | ?                    | ?       | ?                 | ?               | ?            |
| Totale gare ufficiali            | 20+  | 2+                   | 2+      | 6+                | 7+              | 26+          |

#### Lista dei risultati
| Stagione  | Competizione          | Incontro                    | A / R | A / R |
| --------- | --------------------- | --------------------------- | ----- | ----- |
| 1921-1922 | Prima Categoria       | Sestrese-Giovani Calciatori | 0-1   | 5-0   |
| 1947-1948 | Serie C               | Sestrese-Bolzanetese        | 4-1   | 3-3   |
| 1951-1952 | Promozione            | Bolzanetese-Sestrese        | 0-0   | 0-4   |
| 1958-1959 | Campionato Dilettanti | Sestrese-Bolzanetese        | 3-1   | 3-0   |

| Stagione  | Competizione    | Incontro             | A / R  | A / R  |
| --------- | --------------- | -------------------- | ------ | ------ |
| 1976-1977 | Prima Categoria | Sestrese-Bolzanetese | 4-0    | 0-1    |
| 2002-2003 | Eccellenza      | Bolzanetese-Sestrese | [ 39 ] | [ 39 ] |
| 2003-2004 | Eccellenza      | Bolzanetese-Sestrese | [ 39 ] | [ 39 ] |

| Stagione  | Competizione | Incontro             | A / R  | A / R  |
| --------- | ------------ | -------------------- | ------ | ------ |
| 2004-2005 | Eccellenza   | Bolzanetese-Sestrese | [ 39 ] | [ 39 ] |
| 2005-2006 | Eccellenza   | Bolzanetese-Sestrese | [ 39 ] | [ 39 ] |
| 2011-2012 | Promozione   | Bolzanetese-Sestrese | [ 39 ] | [ 39 ] |

### Savona-Speranza
Savona e Speranza diedero vita al derby di Savona nella Seconda Divisione 1923-1924 e nelle tre stagioni successive, sempre al secondo livello del calcio nazionale. Si incontrano nuovamente vent'anni dopo nella Serie C 1947-1948 e ancora – dopo una lunga assenza di scontri diretti – nelle stagioni 2021-2022 ed in quella successiva in Prima Categoria.
|                                               | Gare | Vittorie Savona | Pareggi | Vittorie Speranza | Gol Savona | Gol Speranza |
| Serie C                                       | 2    | 2               | 0       | 0                 | 4          | 1            |
| Prima Categoria                               | 4    | 3               | 1       | 0                 | 8          | 3            |
| Seconda Divisione/Prima Divisione (1923-1927) | 8    | 4               | 2       | 2                 | 10         | 5            |
| Totale gare ufficiali                         | 14   | 9               | 3       | 2                 | 22         | 9            |

#### Lista dei risultati
| Stagione  | Competizione      | Incontro        | A / R | A / R |
| --------- | ----------------- | --------------- | ----- | ----- |
| 1923-1924 | Seconda Divisione | Savona-Speranza | 1-1   | 3-0   |
| 1924-1925 | Seconda Divisione | Savona-Speranza | 0-2   | 0-1   |
| 1925-1926 | Seconda Divisione | Savona-Speranza | 0-0   | 2-1   |

| Stagione  | Competizione    | Incontro        | A / R | A / R |
| --------- | --------------- | --------------- | ----- | ----- |
| 1926-1927 | Prima Divisione | Speranza-Savona | 0-2   | 0-2   |
| 1947-1948 | Serie C         | Speranza-Savona | 0-1   | 1-3   |

| Stagione  | Competizione    | Incontro            | A / R | A / R |
| --------- | --------------- | ------------------- | ----- | ----- |
| 2021-2022 | Prima Categoria | Pro Savona-Speranza | 4-1   | 2-1   |
| 2022-2023 | Prima Categoria | Speranza-Savona     | 1-2   | 0-0   |

### Quarto-Sestrese
Quarto e Sestrese si sfidarono in derby provinciali al secondo livello del calcio nazionale quando Quarto dei Mille e Sestri Ponente erano comuni autonomi, nelle stagioni 1922-1923 e 1923-1924. Successivamente la sfida si disputò come stracittadina di Genova in occasione del campionato di Serie C 1947-1948.
|                               | Gare | Vittorie Quarto | Pareggi | Vittorie Sestrese | Gol Quarto | Gol Sestrese |
| Serie C                       | 2    | 0               | 0       | 2                 | 0          | 9            |
| Seconda Divisione (1922-1924) | 4    | 0               | 0       | 4                 | 4          | 11           |
| Totale gare ufficiali         | 6    | 0               | 0       | 6                 | 4          | 20           |

#### Lista dei risultati
| Stagione  | Competizione      | Incontro        | A / R | A / R |
| --------- | ----------------- | --------------- | ----- | ----- |
| 1922-1923 | Seconda Divisione | Sestrese-Quarto | 3-1   | 3-1   |

| Stagione  | Competizione      | Incontro        | A / R | A / R |
| --------- | ----------------- | --------------- | ----- | ----- |
| 1923-1924 | Seconda Divisione | Quarto-Sestrese | 1-3   | 1-2   |

| Stagione  | Competizione | Incontro        | A / R | A / R |
| --------- | ------------ | --------------- | ----- | ----- |
| 1947-1948 | Serie C      | Sestrese-Quarto | 5-0   | 4-0   |

### Quarto-Rivarolese
Quarto e Rivarolese si sfidarono in derby provinciali al secondo livello del calcio nazionale quando Quarto dei Mille e Rivarolo Ligure erano comuni autonomi, nella stagione 1923-1924. Successivamente la sfida si disputò come stracittadina di Genova in occasione del campionato di Serie C 1947-1948.
|                               | Gare | Vittorie Quarto | Pareggi | Vittorie Sestrese | Gol Quarto | Gol Sestrese |
| Serie C                       | 2    | ?               | ?       | ?                 | ?          | ?            |
| Seconda Divisione (1923-1924) | 2    | 0               | 0       | 2                 | 2          | 5            |
| Totale gare ufficiali         | 4    | 0+              | 0+      | 2+                | 2+         | 5+           |

#### Lista dei risultati
| Stagione  | Competizione      | Incontro          | A / R | A / R |
| --------- | ----------------- | ----------------- | ----- | ----- |
| 1923-1924 | Seconda Divisione | Quarto-Rivarolese | 1-3   | 1-2   |

| Stagione  | Competizione | Incontro          | A / R  | A / R  |
| --------- | ------------ | ----------------- | ------ | ------ |
| 1947-1948 | Serie C      | Quarto-Rivarolese | [ 39 ] | [ 39 ] |

### Bolzanetese-Quarto
Bolzanetese-Quarto fu una stracittadina genovese disputatasi esclusivamente in Serie C 1947-1948.
|                       | Gare | Vittorie Bolzanetese | Pareggi | Vittorie Quarto | Gol Bolzanenetese | Gol Quarto |
| Serie C               | 2    | ?                    | ?       | ?               | ?                 | ?          |
| Totale gare ufficiali | 2    | ?                    | ?       | ?               | ?                 | ?          |

#### Lista dei risultati
| Stagione  | Competizione | Incontro           | A / R  | A / R  |
| --------- | ------------ | ------------------ | ------ | ------ |
| 1947-1948 | Serie C      | Bolzanetese-Quarto | [ 39 ] | [ 39 ] |

### Corniglianese-Quarto
Corniglianese-Quarto fu una stracittadina genovese disputatasi esclusivamente in Serie C 1947-1948.
|                       | Gare | Vittorie Corniglianese | Pareggi | Vittorie Quarto | Gol Corniglianese | Gol Quarto |
| Serie C               | 2    | ?                      | ?       | ?               | ?                 | ?          |
| Totale gare ufficiali | 2    | ?                      | ?       | ?               | ?                 | ?          |

#### Lista dei risultati
| Stagione  | Competizione | Incontro             | A / R  | A / R  |
| --------- | ------------ | -------------------- | ------ | ------ |
| 1947-1948 | Serie C      | Corniglianese-Quarto | [ 39 ] | [ 39 ] |

### Pontedecimo-Quarto
Pontedecimo-Quarto fu una stracittadina genovese disputatasi esclusivamente in Serie C 1947-1948.
|                       | Gare | Vittorie Pontedecimo | Pareggi | Vittorie Quarto | Gol Pontedecimo | Gol Quarto |
| Serie C               | 2    | ?                    | ?       | ?               | ?               | ?          |
| Totale gare ufficiali | 2    | ?                    | ?       | ?               | ?               | ?          |

#### Lista dei risultati
| Stagione  | Competizione | Incontro           | A / R  | A / R  |
| --------- | ------------ | ------------------ | ------ | ------ |
| 1947-1948 | Serie C      | Pontedecimo-Quarto | [ 39 ] | [ 39 ] |